# Aérodynamique automobile
Vous lisez un « bon article » labellisé en 2010.
Pour des articles plus généraux, voir Aérodynamique et Mécanique des fluides.
L’aérodynamique automobile est l'étude des phénomènes aérodynamiques induits par l'écoulement de l'air autour d'un véhicule automobile en mouvement. La connaissance de ces phénomènes permet, entre autres, de réduire la consommation des véhicules en diminuant leur traînée, d'améliorer leur comportement routier en influant sur leur portance (ou leur déportance) et de diminuer les phénomènes aéroacoustiques ainsi que les turbulences à haute vitesse.
Prise en compte très tôt dans l'histoire de l'automobile, par exemple dans La Jamais contente profilée comme une torpille, l'aérodynamique automobile a pris de l'ampleur dans les années 1930. C'est en effet en 1934 aux États-Unis que la Chrysler Airflow, première automobile de série dessinée en respectant un profil aérodynamique, voit le jour. Par la suite, les automobiles n'ont cessé de s'améliorer, notamment après l'apparition des Formule 1 dont le championnat suscite encore aujourd'hui beaucoup d'effervescence dans ce domaine.
L'aérodynamique étant intrinsèquement liée à la mécanique des fluides, les essais en soufflerie sont aujourd'hui devenus indispensables aux constructeurs automobiles. Par ailleurs, en raison des phénomènes complexes mis en jeu en aérodynamique, ces derniers — et plus particulièrement les écuries de courses — ont également recours au calcul numérique (ou CFD pour « Computational Fluid Dynamics ») pour résoudre leurs problèmes.

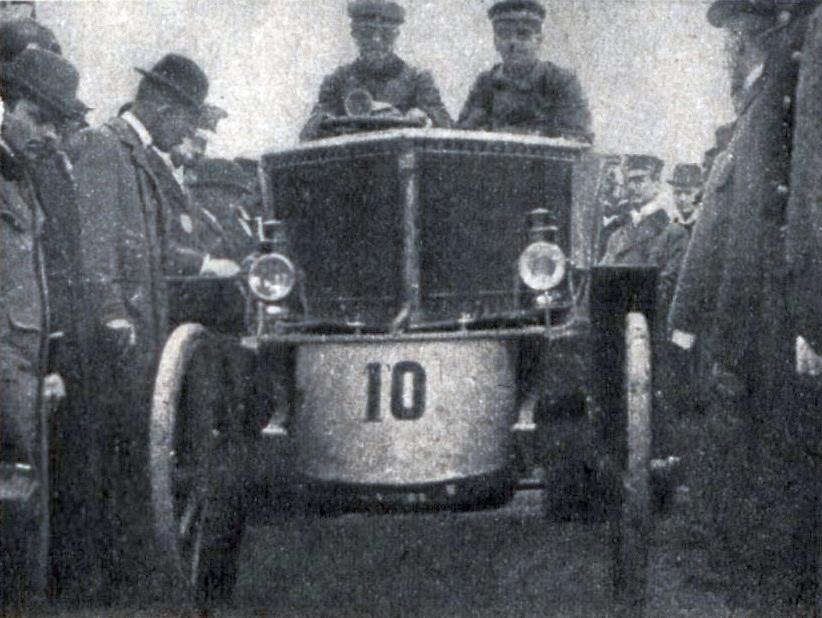
Arrivée de G. Vinet au Paris-Amsterdam-Paris de 1898, sur l'Amédée Bollet fils « Torpilleur Type B » à la carrosserie en aluminium, première voiture née d'une étude aérodynamique.

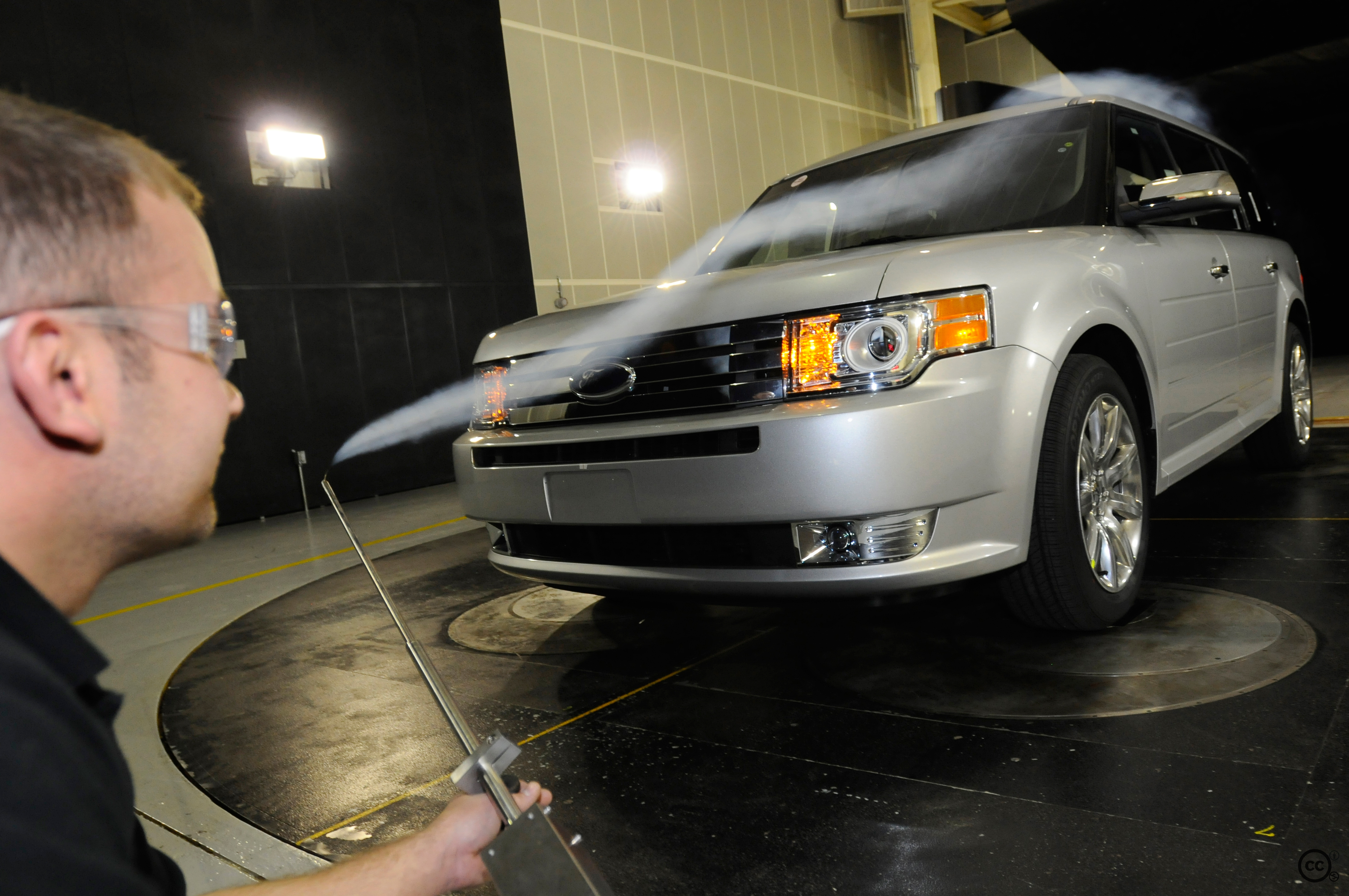
Test aérodynamique en soufflerie d'une Ford Flex à l'aide d'un gaz opaque.

## Prérequis: grandeurs aérodynamiques

### Traînée aérodynamique ou résistance aérodynamique à l'avancement

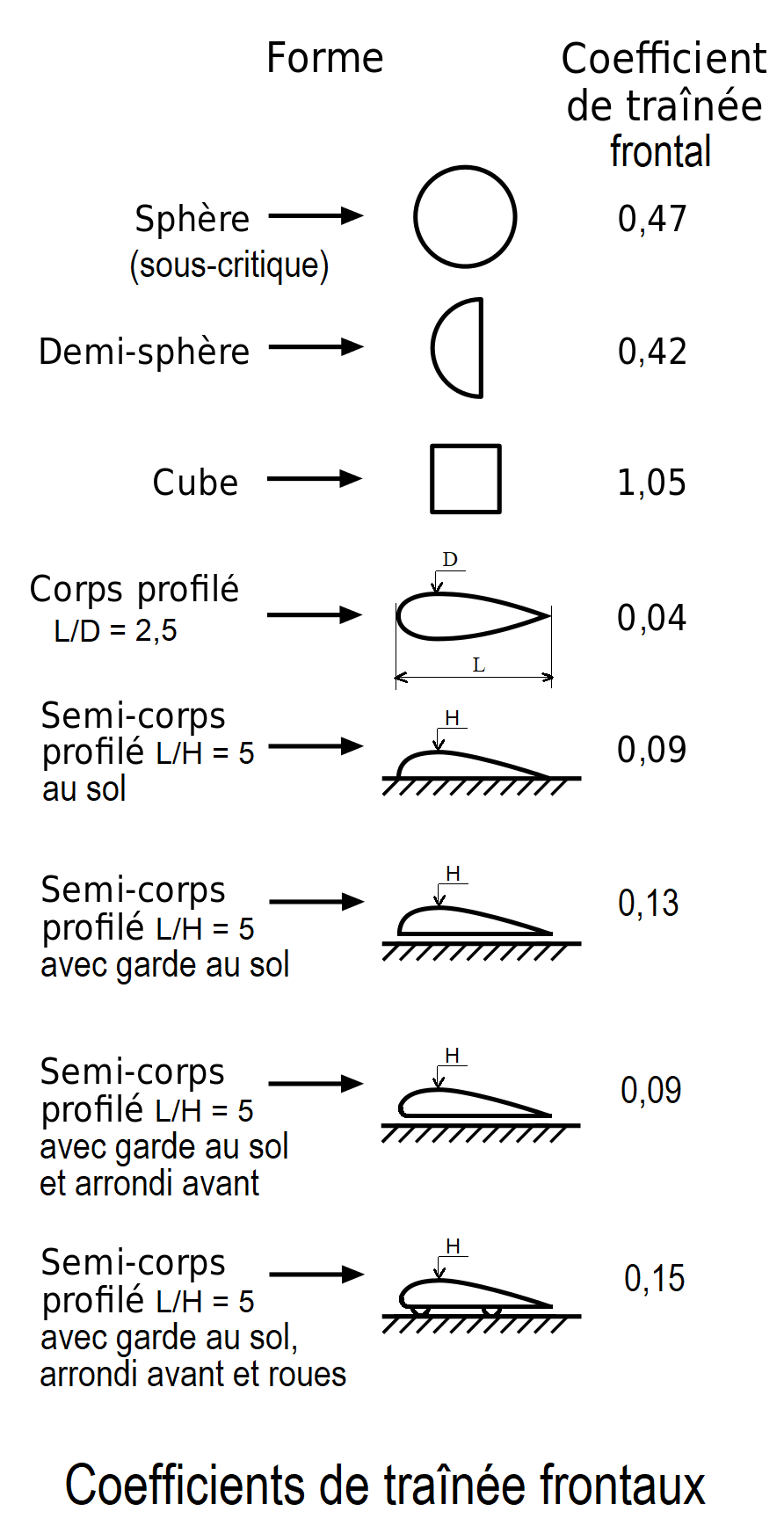
Coefficients de traînée aérodynamique frontaux de corps 3D dont des corps de moindre traînée et leur adaptation à la route.

En mécanique des fluides, la traînée aérodynamique est la force qui s'oppose au mouvement d'un corps dans un fluide, soit, en automobile, la force qui s'oppose à l'avancement du véhicule dans l'air. Il est donc dans l'intérêt des constructeurs de diminuer la traînée aérodynamique, force à l'origine d'une augmentation de la consommation en carburant et d'une dégradation de la vitesse de pointe en ligne, ceci bien qu'une autre traînée, la traînée de roulement, s'oppose également à l'avancement du véhicule sur la chaussée.
Cette traînée aérodynamique {\displaystyle F_{x}} s'exprime par la formule :
{\displaystyle F_{x}={\frac {1}{2}}\cdot \rho \cdot V^{2}\cdot S\cdot C_{x}}
où :
{\displaystyle \rho }, masse volumique de l'air (en kg/m3) ;
{\displaystyle V}, vitesse du véhicule par rapport à l'air (en m/s) ;
{\displaystyle S}, maître-couple (en m2) ;
{\displaystyle C_{x}}, le coefficient de traînée aérodynamique (sans unité).
Cette expression met en avant un paramètre essentiel à la détermination de la traînée aérodynamique : le coefficient de traînée aérodynamique {\displaystyle C_{x}}. Ce coefficient est le rapport de la traînée aérodynamique d'un objet à celle d'un objet de même surface de référence se déplaçant à la même vitesse dans le même fluide et qui aurait un coefficient de traînée aérodynamique de 1. Ce nombre adimensionnel caractérise ainsi la qualité du « profilage aérodynamique » d'un objet vis-à-vis de sa résistance à l'avancement dans l'air selon l'axe longitudinal du véhicule.

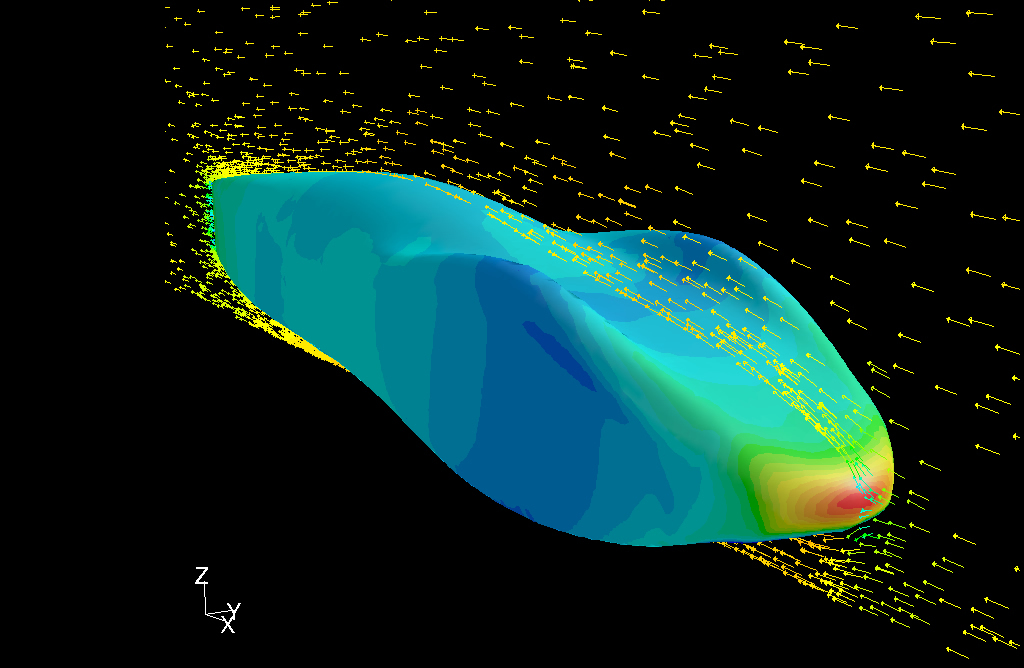
La pression à l'avant d'une éco-mobile (en rouge) est source de traînée aérodynamique, même si cette traînée est paradoxalement compensée presque intégralement par les dépressions sur le reste de l'avant-corps.

La valeur du maître-couple S — surface frontale maximale du véhicule — peut être obtenue par calcul sur plan ou estimée par exemple, par la formule dite de Paul Frère :
{\displaystyle S=k\cdot h\cdot l}
où
- {\displaystyle h} est la hauteur du véhicule au-dessus de la chaussée,
- {\displaystyle l} sa largeur (sans rétroviseurs),
- {\displaystyle k} un coefficient de remplissage égal à environ 0,85[3],[4].

Hucho, quant à lui, citant Flegl et Bez, donne un coefficient de remplissage moyen (ou facteur de forme) de 0,81, établi d'après 85 voitures européennes. Ce facteur de forme permet de calculer la surface frontale {\displaystyle S_{\mathrm {front} }} d'un véhicule (européen) par la règle d'ingénieur :  
{\displaystyle S_{\mathrm {front} }=0,81\;h\;b},
où : 
- {\displaystyle h} est la hauteur du véhicule au-dessus de la chaussée ;
- {\displaystyle b} sa largeur (sans rétroviseurs).

En ce qui concerne les véhicules particuliers, le maître-couple varie entre 1,5 et 2,5 m2.
La principale traînée aérodynamique, de l'ordre des deux tiers de la traînée aérodynamique totale, est la traînée de forme (ou de profil). Elle est due à deux phénomènes physiques : d'une part le jeu de pressions sur l'avant-corps du véhicule (surpressions et dépressions), qui résulte en une traînée d'avant-corps assez faible, et d'autre part la dépression laissée après le passage du véhicule, qui produit une traînée dite « de culot », cette dernière représentant une part importante de la traînée totale (voir plus bas).
Les autres traînées aérodynamiques viennent des turbulences liées aux décollements de l'écoulement, des tourbillons ou vortex liés à la « traînée induite » par la portance, de la « traînée interne » due au refroidissement du moteur, de la circulation d'air dans l'habitacle, de la traînée de frottement (nommée encore « traînée de friction ») due à la viscosité de l'air, etc.

### Importance du coefficient de traînée aérodynamique et de la surface frontale sur la consommation

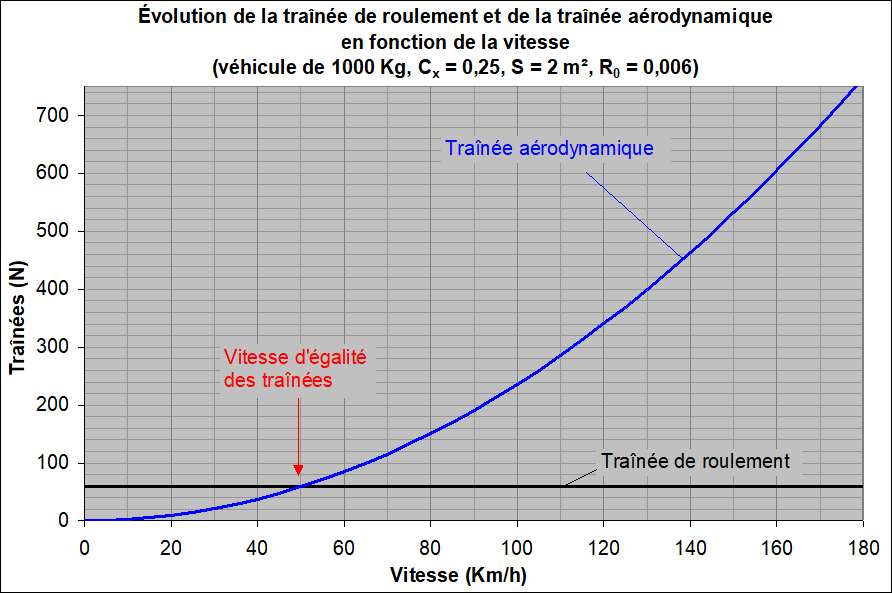
Croisement des traînées aérodynamique et de roulement.

En utilisation routière, une grande partie de l'énergie consommée par une automobile est utilisée pour vaincre la résistance aérodynamique à l'avancement. À grande vitesse, cette résistance aérodynamique (ou traînée aérodynamique) est prépondérante par rapport à la résistance au roulement, étant donné que sa valeur évolue comme le carré de la vitesse (figure ci-contre).
Pour diminuer la résistance aérodynamique d'une automobile, les constructeurs peuvent agir sur deux paramètres : le Cx et le maître-couple S. L'évolution à la hausse des standards en matière de confort et d'habitabilité étant incompatibles avec une réduction du maître-couple, c'est essentiellement le Cx qui peut évoluer. En diminuant de 15 % un Cx initialement à 0,40, un véhicule roulant à 120 km/h économise un litre de carburant aux 100 km.
La densité de l'air est prise égale à 1,2 kg/m3 à 20 °C.

Le tableau ci-dessous récapitule la traînée aérodynamique d'un SUV d'une surface frontale de 2,70 m2 en fonction de sa vitesse, pour deux {\displaystyle C_{X}} de 0,3 et 0,38.[réf. nécessaire]
| Surface frontale = 2,70 m2 | 50 km/h | 70 km/h | 90 km/h | 110 km/h | 130 km/h |
| -------------------------- | ------- | ------- | ------- | -------- | -------- |
| Cx = 0,38                  | 118,8   | 232,8   | 384,8   | 574,8    | 802,8    |
| Cx = 0,30                  | 93,8    | 183,8   | 303,8   | 453,8    | 633,8    |

Le tableau ci-dessous[réf. nécessaire] récapitule la traînée aérodynamique d'une citadine à moteur Diesel de surface frontale de 1,74 m2 en fonction de sa vitesse, pour deux Cx de 0,3 et 0,38.
| Surface frontale = 1,74 m2 | 50 km/h | 70 km/h | 90 km/h | 110 km/h | 130 km/h |
| -------------------------- | ------- | ------- | ------- | -------- | -------- |
| Cx = 0,38                  | 76,5    | 150,0   | 248,0   | 370,4    | 517,3    |
| Cx = 0,30                  | 60,4    | 118,4   | 195,8   | 292,4    | 408,4    |

L'unité kWh/100 km étant l’équivalent d'une force de 36 N, les tableaux peuvent être écrits[réf. nécessaire] :
| Surface frontale = 2,70 m2 | 50 km/h | 70 km/h | 90 km/h | 110 km/h | 130 km/h |
| -------------------------- | ------- | ------- | ------- | -------- | -------- |
| Cx = 0,38                  | 3,3     | 6,5     | 10,7    | 16,0     | 22,3     |
| Cx = 0,30                  | 2,6     | 5,1     | 8,4     | 12,6     | 17,6     |

ainsi que[réf. nécessaire] :
| Surface frontale = 1,74 m2 | 50 km/h | 70 km/h | 90 km/h | 110 km/h | 130 km/h |
| -------------------------- | ------- | ------- | ------- | -------- | -------- |
| Cx = 0,38                  | 2,1     | 4,2     | 6,9     | 10,3     | 14,4     |
| Cx = 0,30                  | 1,7     | 3,3     | 5,4     | 8,1      | 11,3     |

Un litre d'essence représentant environ 10 kWh, le tableau devient[réf. nécessaire] :
| Surface frontale = 2,70 m2 | 50 km/h | 70 km/h | 90 km/h | 110 km/h | 130 km/h |
| -------------------------- | ------- | ------- | ------- | -------- | -------- |
| Cx = 0,38                  | 0,33    | 0,65    | 1,07    | 1,60     | 2,23     |
| Cx= 0,30                   | 0,26    | 0,51    | 0,84    | 1,26     | 1,76     |

ainsi que[réf. nécessaire] :
| Surface frontale = 1,74 m2 | 50 km/h | 70 km/h | 90 km/h | 110 km/h | 130 km/h |
| -------------------------- | ------- | ------- | ------- | -------- | -------- |
| Cx = 0,38                  | 0,21    | 0,42    | 0,69    | 1,03     | 1,44     |
| Cx = 0,30                  | 0,17    | 0,33    | 0,54    | 0,81     | 1,13     |

Efficacité énergétique des voitures thermiques en ville et sur autoroute.

Il reste à tenir compte de l'efficacité globale du véhicule, illustrée par le schéma ci-contre. Elle vaut de 13 à 20 % pour les véhicules thermiques et autour de 50 % pour les véhicules électriques (en tenant compte du chauffage, de la climatisation et des pertes du réseau électrique, mais en omettant le rendement de production de l'électricité — voir Voiture électrique et Énergie grise).
RemarqueLes calculs sont effectués pour une vitesse constante. Dans le cas d'une rampe de vitesse linéaire en fonction du temps, telles que celles présentes dans les cycles normalisés NEDC par exemple, il reste néanmoins possible de déterminer une traînée aérodynamique moyenne. Pour une rampe de vitesse linéaire entre les vitesses {\displaystyle v_{0}} et {\displaystyle v_{1}}, la traînée aérodynamique moyenne vaut ainsi[réf. nécessaire] :
{\displaystyle {\frac {1}{2}}\cdot \rho \cdot S\cdot C_{X}{\frac {v_{0}^{2}+v_{1}^{2}}{2}}}

### Estimation du gain en consommation dû aux gains enCx

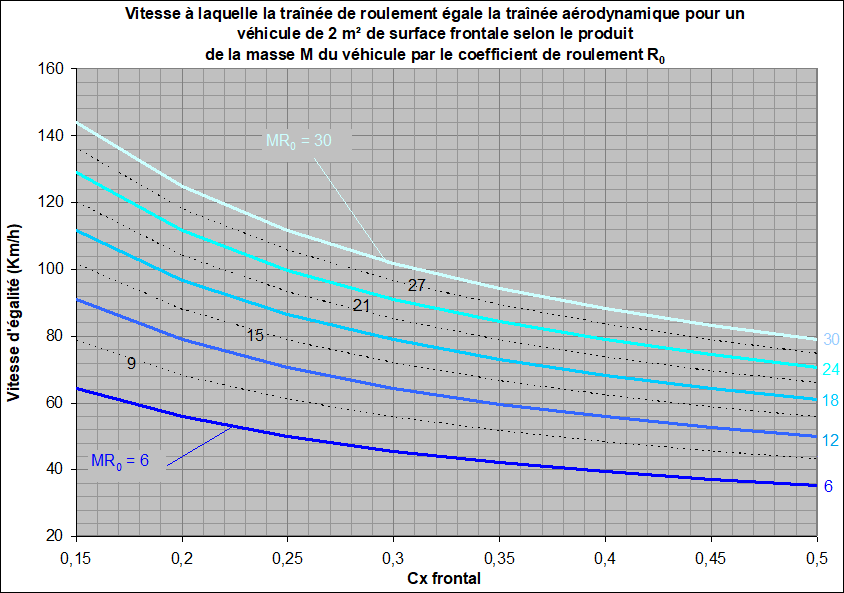
Vitesse à laquelle la traînée aérodynamique égale celle de roulement (vitesse stabilisée, en palier)

En palier (et à vitesse stabilisée), on peut écrire que la force propulsive vaut
{\displaystyle F=MgR_{0}+{\frac {1}{2}}\rho V^{2}SC_{x}.}
équation où {\displaystyle M} est la masse du véhicule, {\displaystyle g} l'accélération de la pesanteur, {\displaystyle R_{0}} le coefficient de résistance au roulement, {\displaystyle \rho } la masse volumique de l'air, {\displaystyle V} la vitesse du véhicule par rapport à cet air, {\displaystyle S} la surface de référence du Cx et Cx le Cx frontal du véhicule.
Lorsque (toujours en palier et à vitesse stabilisée) la traînée de roulement {\displaystyle MgR_{0}} est égale à la traînée aérodynamique {\textstyle {\frac {1}{2}}\rho V^{2}SC_{x}}, on peut écrire[réf. nécessaire] :
{\displaystyle MgR_{0}={\frac {1}{2}}\rho V^{2}SC_{x}}
De cette égalité est tirée la valeur de {\displaystyle V} qui égalise traînée de roulement et traînée aérodynamique, puis on trace le graphe ci-contre dessinant cette vitesse d'égalité en fonction du {\displaystyle C_{x}} et pour différentes valeur du produit {\displaystyle MR_{0}} ({\displaystyle M} étant la masse du véhicule en kg et {\displaystyle R_{0}} son coefficient de résistance au roulement, celui-ci s'abaissant jusqu'à 0,006 pour les meilleurs trains de pneumatiques)[réf. nécessaire].
On tire de la première équation que la variation relative de {\displaystyle F} vaut :
{\displaystyle {\frac {\Delta F}{F}}={\frac {1}{1+{\frac {MgR_{0}}{(1/2)\rho V^{2}SC_{x}}}}}{\frac {\Delta C_{x}}{C_{x}}}}
Lorsque l'on donne à {\displaystyle g} sa valeur 9,81, à {\displaystyle \rho } sa valeur 1,225 kg/m3, et que l'on convertit les km/h en m/s, on trouve que pour une vitesse stabilisée V en palier de 130 km/h :
{\displaystyle {\frac {\Delta F}{F}}={\frac {1}{1+0,01228{\frac {MR_{0}}{SC_{x}}}}}{\frac {\Delta C_{x}}{C_{x}}}}
Cette variation relative de la force propulsive {\displaystyle {\frac {\Delta F}{F}}} est liée à une variation relative de la consommation. Une variation {\displaystyle \Delta F} de la force propulsive produit bien une variation (dans le même sens) de la consommation : la consommation en litres par 100 km est en effet, en première approche et à un coefficient k près, liée au rendement du moteur, proportionnelle à la force propulsive.
Cependant une partie de l'énergie dépensée par le véhicule n'est pas liée à la distance parcourue ni à la force propulsive, c'est la partie de l'énergie dépensée pour mettre en action les accessoires (climatisation, éclairage, assistance de la direction, etc.). Sovran et Blasere estiment cette énergie (ou cette consommation) à 6 % de l'énergie totale dépensée par le véhicule sur une autoroute urbaine (highway des États-Unis). Si l'on adopte cette estimation pour les trajets sur les autoroutes européennes (toujours à vitesse constante et en palier), on peut donc écrire :
{\displaystyle {\frac {\Delta F}{F}}={\frac {\Delta \mathrm {Conso} _{a}}{0,94\mathrm {Conso} }}}
{\displaystyle \Delta \mathrm {Conso} } étant la variation de consommation consécutive à une variation de l'aérodynamique du véhicule et {\displaystyle \mathrm {Conso} } étant la consommation en litres aux 100 km du véhicule puisque la force de traînée totale (traînée de roulement + traînée aérodynamique) ne coûte que 94 % de la consommation.
On a donc[réf. nécessaire] :
{\displaystyle {\frac {\Delta \mathrm {Conso} }{\mathrm {Conso} }}=0,94{\frac {\Delta F}{F}}}
Ceci nous permet d'écrire, en reprenant la valeur de {\displaystyle {\frac {\Delta F}{F}}} calculée plus haut :
{\displaystyle {\frac {\Delta \mathrm {Conso} _{a}}{\mathrm {Conso} }}={\frac {0,94}{1+0,01228{\frac {MR_{0}}{SC_{x}}}}}{\frac {\Delta C_{x}}{C_{x}}}}
Le coefficient {\displaystyle \xi } qui précède {\displaystyle {\frac {\Delta C_{x}}{C_{x}}}} et appelé coefficient d'influence de l'aérodynamique sur la consommation[réf. nécessaire] :
{\displaystyle \xi ={\frac {0,94}{1+0,01228{\frac {MR_{0}}{SC_{x}}}}}}

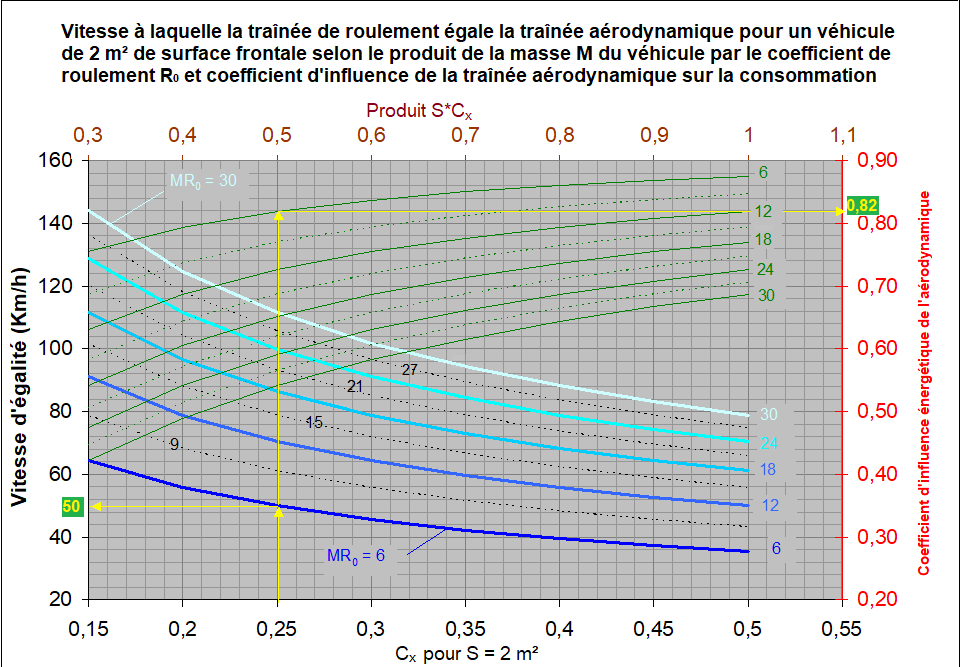
Vitesse d'égalité des traînées de roulement et aérodynamique et coefficient d'influence de l'aérodynamique sur la consommation

Les courbes vertes du graphe ci-contre dessinent l'évolution de ce coefficient d'influence de l'aérodynamique sur la consommation en fonction du {\displaystyle C_{x}} (pour 2 m2 de surface frontale de référence) et en fonction du produit de la masse du véhicule (en kg) par son coefficient de roulement (typiquement 0,006 pour les meilleurs trains de pneumatiques)[réf. nécessaire].
À titre d'exemple, pour une berline de masse M = 1 000 kg, de coefficient de roulement {\displaystyle R_{0}=0,006}, de {\displaystyle C_{x}=0,3} et de surface frontale S = 2 m2, en palier et à la vitesse de 130 km/h stabilisée : une modification relative de n % de {\displaystyle C_{x}} procure donc une modification relative de 0,837 n % de la consommation[réf. nécessaire].

### Portance ou appui aérodynamique

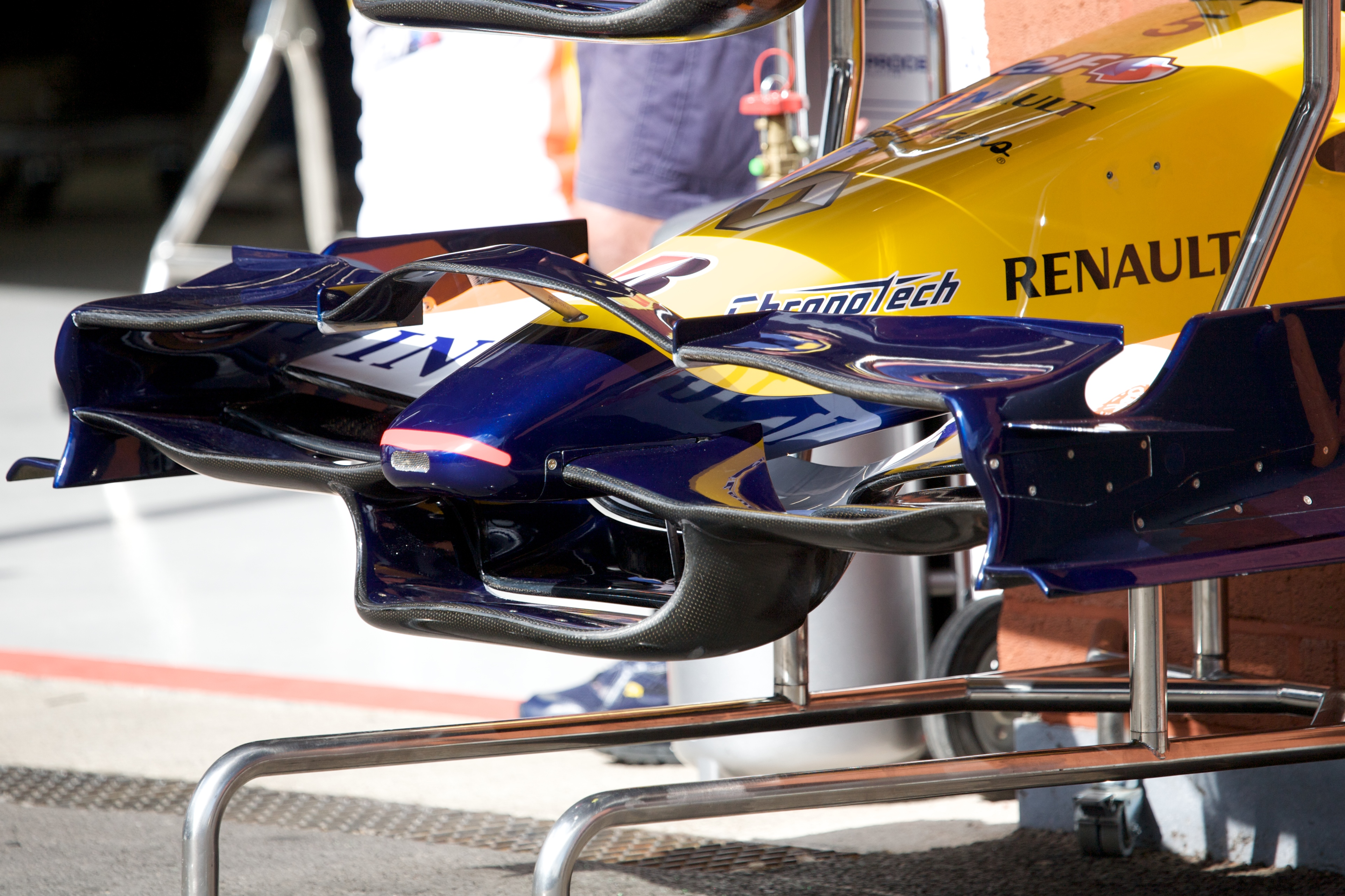
Nez d'une F1 Renault R28, dessiné pour augmenter l'appui sur l'avant de la monoplace.

En mécanique des fluides, la force subie par un corps en mouvement dans un fluide peut se décomposer en deux : une composante verticale donc perpendiculaire à la direction du mouvement, {\displaystyle F_{z}}, dénommée portance, et une composante parallèle, {\displaystyle F_{y}}, dénommée portance latérale ; elles sont données par les formules :
{\displaystyle F_{y}={\frac {1}{2}}\rho V^{2}SC_{y}}
{\displaystyle F_{z}={\frac {1}{2}}\rho V^{2}SC_{z}}
où :
{\displaystyle \rho }, masse volumique de l'air (en kg/m3) ;
{\displaystyle V}, vitesse du véhicule par rapport à l'air (en m/s) ;
{\displaystyle S}, surface de référence (en m2) ;
{\displaystyle C_{y}} et {\displaystyle C_{z}}, les coefficients de portance (sans unité).
En aéronautique, la portance s'oppose au poids de l'aéronef et assure la sustentation. En automobile, les constructeurs cherchent à réduire ou annuler la portance aérodynamique, voire à créer (en compétition) une portance négative ou déportance, de façon à augmenter l'appui du véhicule. L'intérêt est d'augmenter à son tour l'adhérence des pneumatiques sur le sol, donc la force du freinage et les vitesses de passage en courbe.
La déportance est obtenue par une application particulière de l'effet de sol et/ou par des surfaces profilées (ailerons) présentant le plus souvent des fentes pour augmenter la déflexion aérodynamique et le coefficient de portance Cz. Toutefois, l'ajout de ces éléments s'accompagne nécessairement d'une augmentation du Cx et donc de la traînée ; à titre d'exemple, le Cx d'une Formule 1 est proche de 0,9. Les automobiles de compétition doivent donc trouver un compromis entre déportance et traînée.

### Moments aérodynamiques
Les forces exercées par l'air autour de la carrosserie engendrent également des moments selon les trois axes du véhicule : un moment de roulis {\displaystyle M_{x}} selon l'axe longitudinal x, un moment de tangage {\displaystyle M_{y}} selon l'axe transversal y et un moment de lacet {\displaystyle M_{z}} selon l'axe vertical z ; ces moments sont donnés par les formules suivantes :
{\displaystyle M_{x}={\frac {1}{2}}\rho V^{2}SbC_{l}}
{\displaystyle M_{y}={\frac {1}{2}}\rho V^{2}SLC_{m}}
{\displaystyle M_{z}={\frac {1}{2}}\rho V^{2}SLC_{n}}
où :
{\displaystyle \rho }, masse volumique de l'air (en kg/m3) ;
{\displaystyle V}, vitesse du véhicule par rapport à l'air (en m/s) ;
{\displaystyle S}, maître couple (en m2) ;
{\displaystyle b}, voie (en m) ;
{\displaystyle L}, empattement (en m) ;
{\displaystyle C_{l}}, coefficient de moment en roulis (sans unité) ;
{\displaystyle C_{m}}, coefficient de moment en tangage (sans unité) ;
{\displaystyle C_{n}}, coefficient de moment en lacet (sans unité).
La connaissance de ces moments est plus particulièrement utile pour la dynamique du véhicule.

## Histoire

### Premières préoccupations

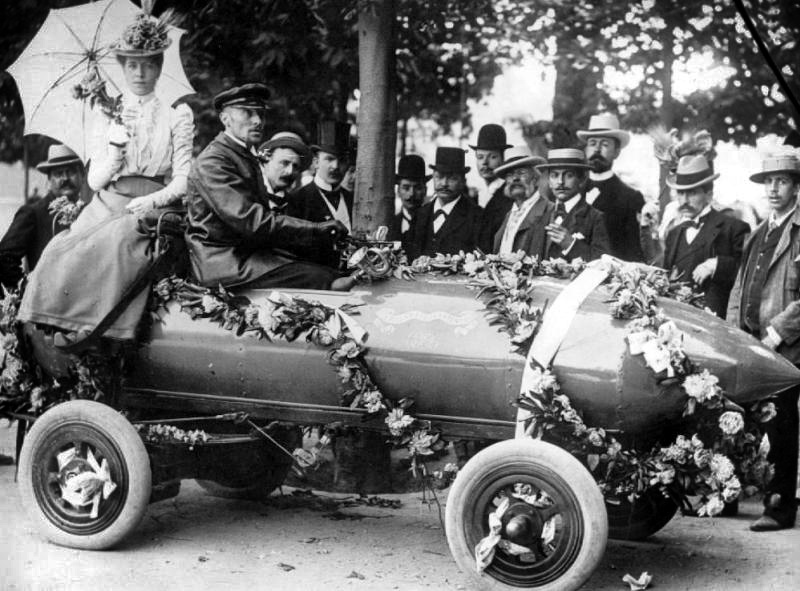
La Jamais contente, parée de fleurs après son record de vitesse.

Très tôt dans l'histoire de l'automobile, les constructeurs se sont intéressés à l'aérodynamique de leurs modèles. L'un des premiers fut le Belge Camille Jenatzy qui en 1889 conçoit une automobile électrique profilée comme une torpille dans le but de battre des records de vitesse. Dénommée La Jamais contente, elle devient la même année la première automobile à franchir la barre symbolique des 100 km/h. Le texte du brevet de Jenatzy no 281 660 du 26 septembre 1898 : « En résumé je revendique : Dans une voiture automobile, en vue de l'obtention de vitesses exceptionnelles, la disposition à l'avant de la voiture d'un bouclier ou coupe-vent terminé en pointe et formé par deux surfaces convexes s'élevant de manière à protéger jusqu'aux parties les plus élevées de la machine… ». En phase préparatoire à la réalisation d'une réplique une maquette au 1/5 a été réalisée et testée en soufflerie par des étudiants de l'UTC (Université de Technologie de Compiègne) sous la direction de Joël Debout le Cx avec conducteur est de 0,758.
À partir de 1901, les frères Serpollet conçoivent les carrosseries du Type H, de l'Œuf de Pâques (1902), du Torpilleur (1903), aux étraves inspirées des coques de navire[réf. nécessaire].
Dans les années 1910, quelques dessinateurs s'intéressent également à l'aérodynamique des automobiles, à l'image de l'Alfa Romeo 40-60 HP dessinée par le carrossier Castagna, dont la carrosserie forme une carène profilée en forme d'aéronef. Même si ces automobiles avant-gardistes demeurent marginales, elles traduisent une volonté des « grands » constructeurs automobiles de réduire la traînée : les pare-brise sont davantage inclinés, les roues sont carénées, etc.
Contrairement à l'aéronautique, l'automobile a pu, dès le début, profiter « d'un corps de doctrine, de dispositifs d'essais et d'un nombre considérable de résultats expérimentaux » issus de l'aviation. Ces résultats ayant permis, entre autres, de démontrer que le meilleur profil vis-à-vis du Cx est a priori celui dit « en goutte d'eau », l'ingénieur autrichien Edmund Rumpler met au point au début des années 1920 une automobile profilée en corps de moindre traînée. Testée en soufflerie par Volkswagen en 1979, la Rumpler Tropfenwagen (littéralement « voiture goutte » en allemand) disposait d'un Cx de seulement 0,28 ; Volkswagen n'obtint un meilleur coefficient qu'en 1988, avec la Passat.

### Quelques contributeurs

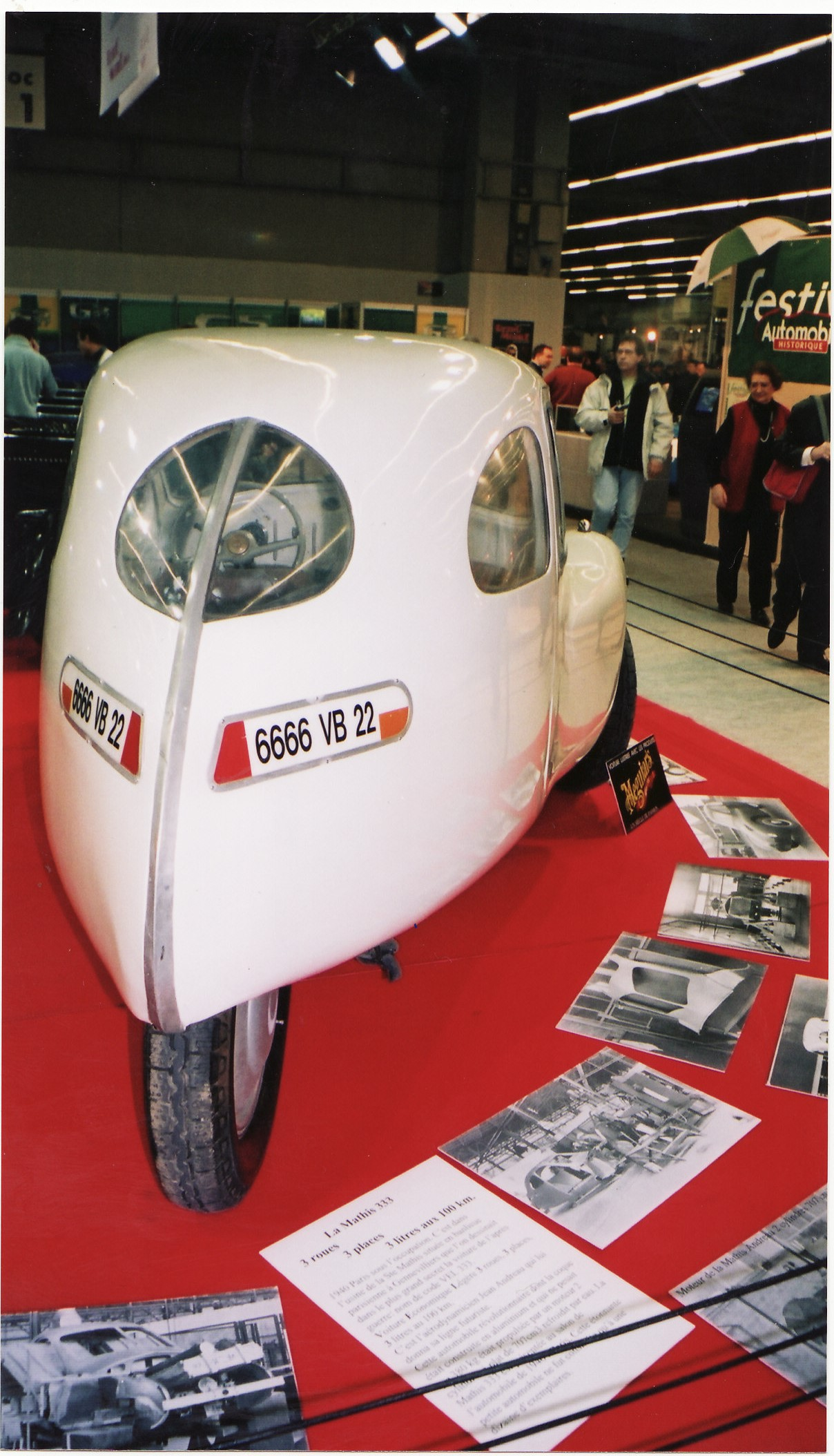
Mathis 333, avec sa roue arrière unique.

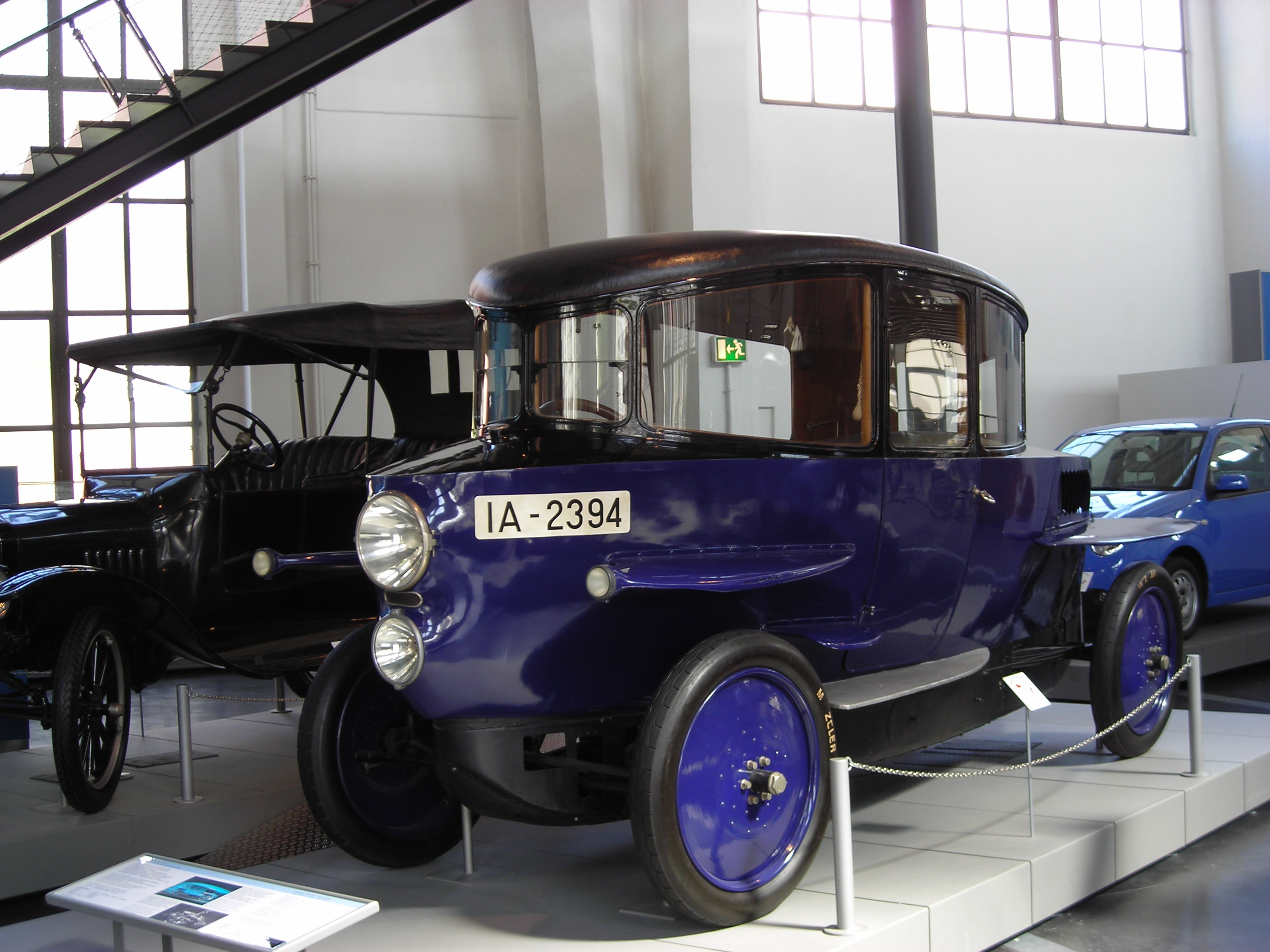
Conçue en 1921, la Rumpler Tropfenwagen disposait d'un C_{x} de seulement 0,28.

À la même époque, l'ingénieur hongrois Paul Jaray est le premier à noter que la forme d'un « corps de moindre traînée » est différente suivant qu'il se situe dans l'air (aérodyne) ou près du sol (automobile par exemple). En effet, la traînée d'un corps fuselé à proximité du sol augmente fortement par décollement de la couche limite.[réf. nécessaire]
Cette découverte faite, il réalise avec Wolfgang Klemperer, bien avant les constructeurs automobiles, des essais dans la soufflerie du comte Zeppelin à Friedrichshafen ; le résultat est une automobile profilée à la manière d'une aile d'avion, la Ley T2, sans aspérités et dont tous les accessoires (phares, calandre, etc.) sont intégrés à la carrosserie. Son but était, selon Serge Bellu, « d'optimiser les performances, la consommation, la ventilation et le silence ».
Si le gain aérodynamique est majeur, la carrosserie dessinée par Jaray et Klemperer engendre de la portance et donc de la traînée induite par la formation de deux importants vortex latéraux. Pour résoudre ce problème, Mauboussin propose « une carrosserie en forme d'aile verticale qui [élimine] la traînée induite », puis, devant les problèmes de stabilité de route créés par cette solution, « un étagement des maîtres couples vers la poupe formant une dérive stabilisatrice ».
Si les automobiles ont auparavant la forme d'une demi-torpille, le dessin global est désormais celui d'un berlingot, à l'image de la Mathis 333, forme reprise par beaucoup de constructeurs automobiles de l'époque, surtout allemands, comme Mercedes-Benz, Opel ou Maybach,.

### Les crises comme vecteurs de développement

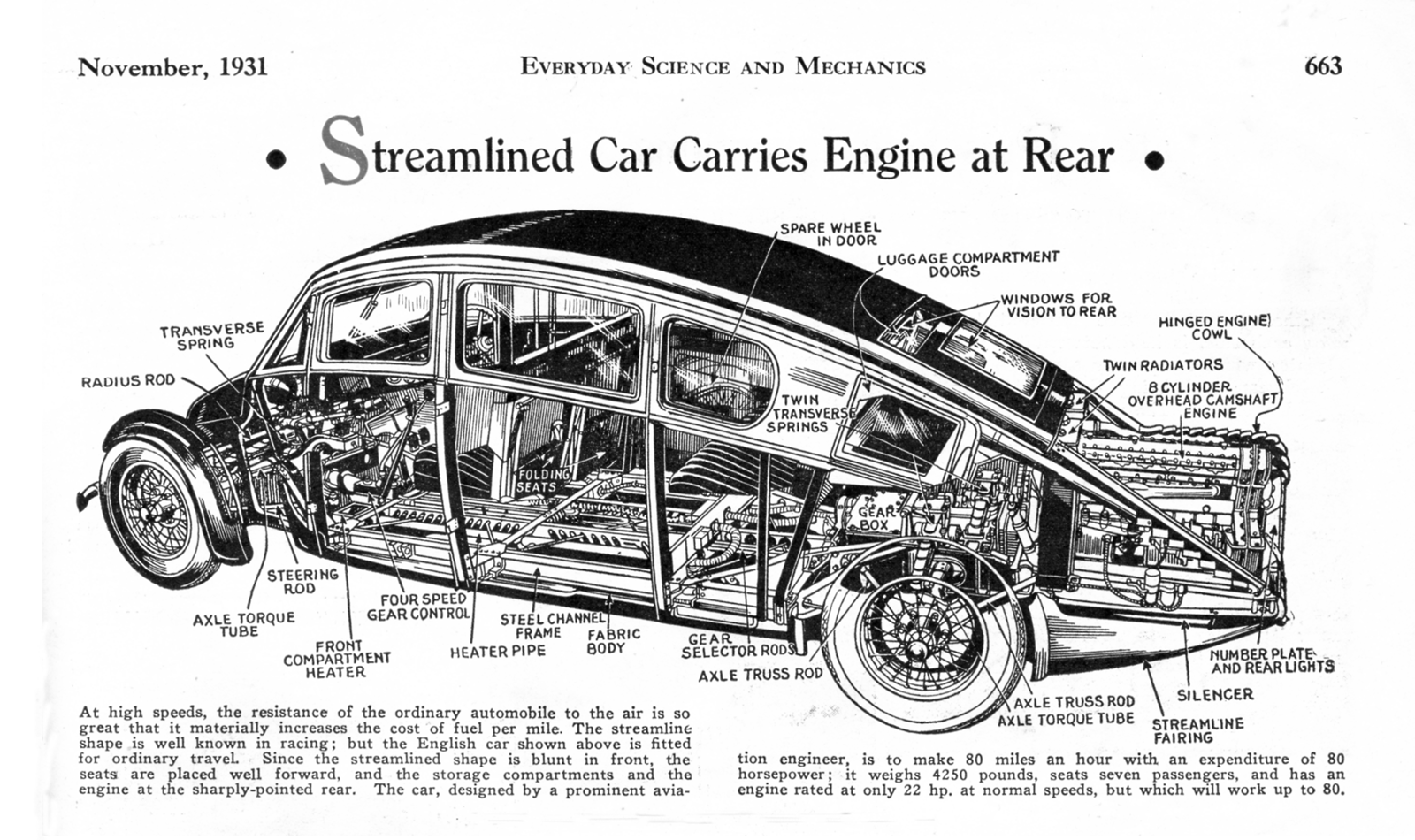
Article de Everyday Science and Mechanics de 1931 s'intéressant aux automobiles streamlined.

Les années 1930 marquent réellement le début de l'aérodynamique moderne. Alors que le « Jeudi noir » plonge l'industrie automobile dans la crise, au même titre que les autres secteurs économiques — ayant notamment pour conséquence l'augmentation du prix du pétrole —, les constructeurs américains opèrent une véritable révolution esthétique, marquant la période du Mtreamline Moderne.
Outre le renouvellement du style des automobiles pour mieux séduire la clientèle, l'intérêt est d'améliorer l'aérodynamique et ainsi de diminuer la consommation. Le constructeur américain Chrysler est, avec le tchécoslovaque Tatra, le premier à s'intéresser à ce mouvement et à produire en série une automobile s'en inspirant. En 1934, la Chrysler Airflow, signifiant « flux d'air » en anglais, devient rapidement l'emblème du courant. Malgré la crise, elle se révèle trop innovante pour susciter, au-delà du « succès d'estime », un succès commercial. Elle marque pourtant le début de l'ère des designers aérodynamiciens aux États-Unis.
En France, Peugeot dévoile au Salon de Paris 1935, la 402, aux lignes fluides dénommées « fuseaux Sochaux », marquée par une calandre arrondie, des ailes gonflées, une très longue carrosserie déclinée en deux (coupé), quatre (berline) ou six (limousine) glaces latérales, un pare-brise coupe-vent divisé en deux parties ainsi que des phares insérés à l'intérieur de la calandre. Fiat sort les rondes Topolino et Simca 5 un an plus tard. En 1936, Panhard inaugure sa Dynamic toute en rondeurs baroques. Dans la deuxième partie des années 1930, tous les constructeurs importants font évoluer leurs carrosseries selon ces nouvelles normes, avec plus ou moins de résistance. D'autres font preuve d'inspiration, comme Jean Andreau qui dessine en 1936 pour André Dubonnet le fuselage de son prototype Hispano H6C Xénia, ou Giuseppe Figoni et Ovidio Falaschi qui carrossent la Talbot Goutte-d'eau en 1937 puis le roadster Delahaye 165 en 1938.
À cette ligne fluide, certains ingénieurs issus ou inspirés de l'aéronautique proposent d'ajouter à l'arrière de leurs prototypes un aileron dorsal plus ou moins marqué, tels ceux des prototypes Stromlinie Horch et DKW de Hermann Ahrens en 1933, l'Aérolithe 57 de Jean Bugatti en 1935, la Peugeot 402 de Jean Andreau en 1936, l'Adler Diplomat d'Autenrieth (1938) ou le coupé Rolls-Royce Phantom I de Jonckheere. À un stade industriel, seul le conglomérat Tatra conserve l'aileron que Paul Jaray ajoute dès 1934 à la 77 sur ses modèles successifs — les 87, 97 et 600 Tatraplan — jusqu'en 1952.
Les carrosseries ponton marquent une nouvelle étape de l'évolution aérodynamique des automobiles à partir des années 1940.
Les années 1970 marquent à leur tour un tournant dans l'histoire de l'aérodynamique automobile. Alors que le monde connaît son premier choc pétrolier le 6 octobre 1973, les constructeurs automobiles poussent plus loin l'aérodynamique de leurs véhicules ; le coefficient de traînée devient un critère important dans le cahier des charges. Citroën décide de remplacer la DS (qui a déjà franchi un pas grâce au designer Flaminio Bertoni et à l'ingénieur aéronautique André Lefèbvre, en contraignant l'architecture de l'automobile à l'aérodynamique et non l'inverse) par la CX, au nom évocateur de cette tendance.

### La Formule 1, laboratoire de l'aérodynamique
« L'aérodynamique est la partie où le plus gros gain en performance peut être fait, mais essayer de l'anticiper dans le but d'être compétitif est très difficile. »

— Mike Gascoyne, 2002

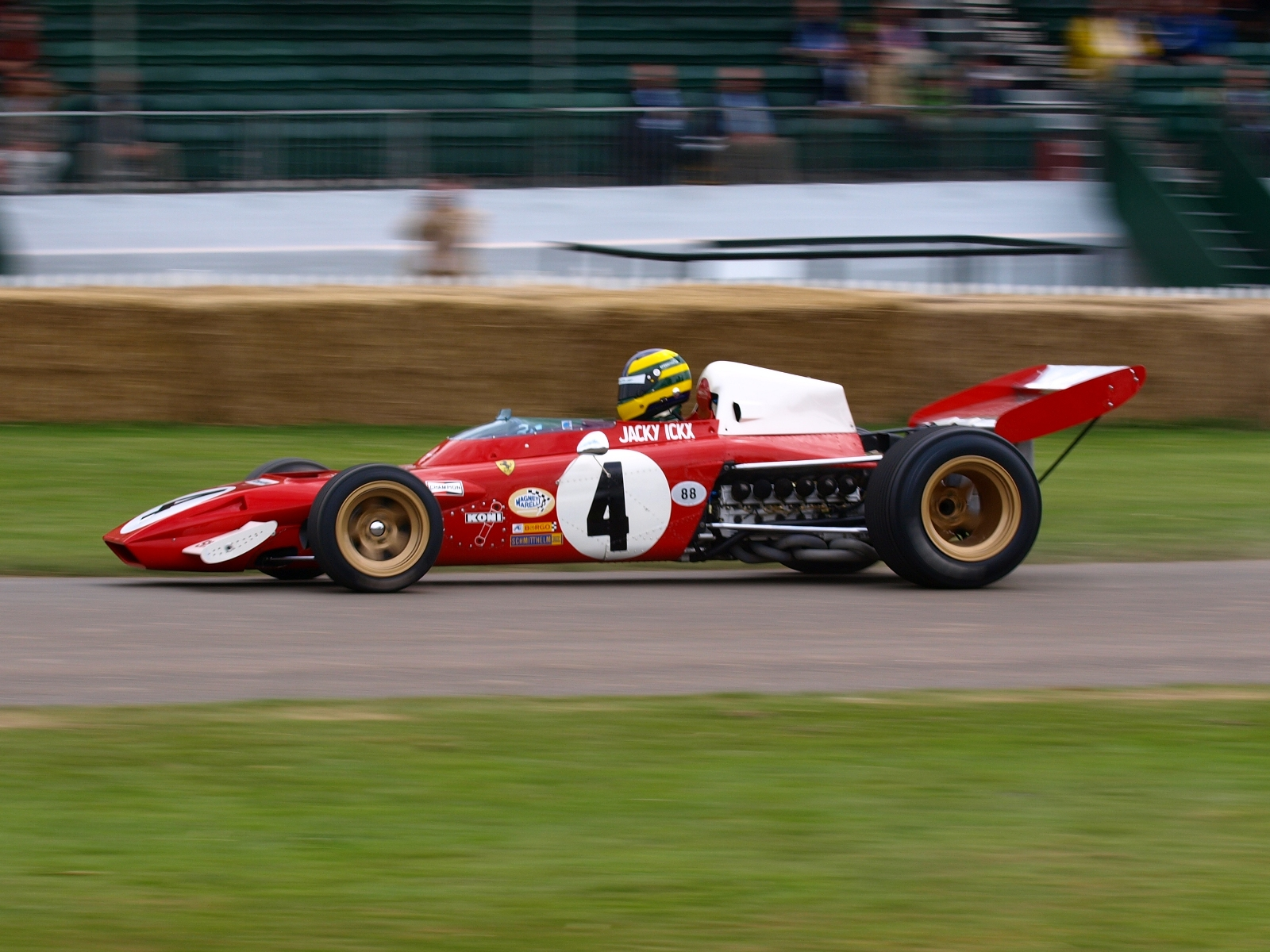
La Ferrari 312 B est l'une des premières monoplaces à adopter un aileron arrière.

En 1950, la Fédération internationale de l'automobile instaure le premier championnat du monde des pilotes de Formule 1. Ceux-ci disputent des Grands Prix à bord de monoplaces aux roues non-carénées, ce qui engendre une traînée particulièrement handicapante pour les performances. Le perfectionnement de l'aérodynamique devient donc au fil des années un enjeu majeur, au même titre que celui des suspensions ou de la motorisation[réf. nécessaire].
Les débuts sont pourtant assez lents. Ce n'est qu'en 1966 qu'une première Formule 1 est testée en soufflerie. En 1968, le premier aileron arrière apparaît sur la Ferrari 312 ; les concepteurs de F1 se contentaient jusque là de réduire la traînée, sans voir que l'aérodynamique pouvait servir à augmenter l'appui en ajoutant des masses fictives (des forces aérodynamiques qui n'augmentent pas la masse et donc l'inertie du véhicule).

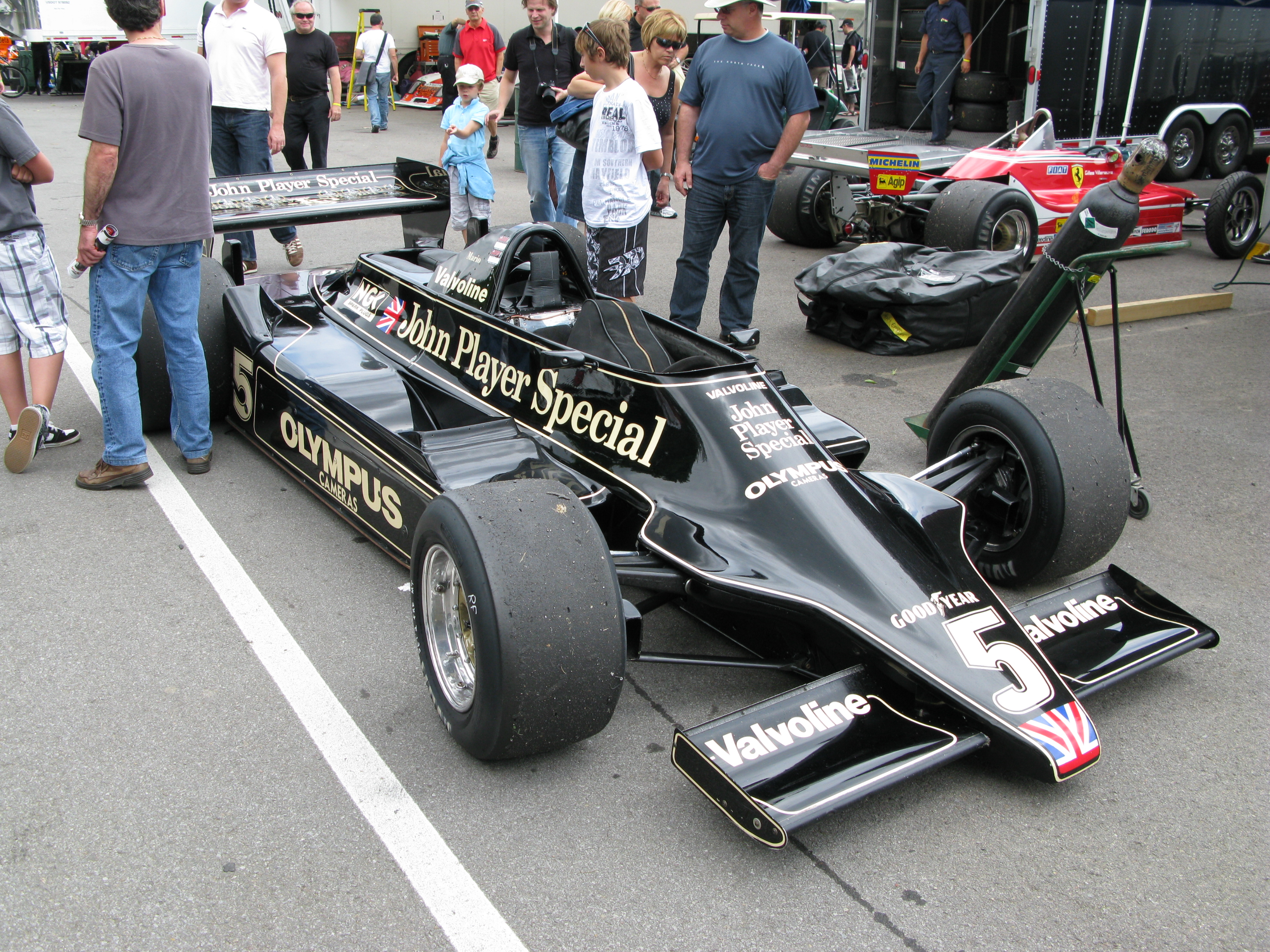
La Lotus 79, l'une des premières wing-cars.

Par la suite vont naître les wing-cars, ou voitures à effet de sol, qui sont les premières monoplaces de Formule 1 dont l'intégralité (et plus seulement la carrosserie) est étudiée aérodynamiquement ; les pontons, notamment, prennent la forme d'ailes inversées. Ainsi, la forme des pontons sous la voiture rétrécit-elle l'espace entre le fond de la voiture et le sol avant d'élargir le passage. Cette particularité permet de bénéficier de l'effet Venturi, du nom de son inventeur qui avait montré que l'air, en passant par un tel chemin, crée une dépression. Dans le même temps, les côtés des pontons sont isolés des flux extérieurs par des « jupes » qui descendent jusqu'au sol. Ainsi les wing-cars bénéficient-elles d'un puissant phénomène aérodynamique qui leur permet de coller à la route dans les virages[réf. nécessaire].
Parmi les premiers exemplaires, les Lotus 78 et Lotus 79, apparues en 1977, font preuve d'une incroyable efficacité, si bien qu'elles sont rapidement copiées par les autres écuries,.
Colin Chapman, l'ingénieur responsable de Lotus, est l'un des initiateurs de cette innovation en Formule 1. Il choisit de s'intéresser au soubassement des monoplaces jusqu'alors largement oublié. Conscient que la création de déportance engendre celle de traînée, néfaste à l'avancement de l'automobile, il est persuadé que le soubassement peut offrir une déportance intéressante et une traînée minimale. Chapman réalise alors l'intérêt d'abaisser la garde au sol de la monoplace pour profiter de l'effet de sol.
À la suite de diverses interdictions et restrictions règlementaires de la FIA pour limiter l'efficacité des monoplaces — une garde au sol minimale, un fond plat, etc. — les ingénieurs cherchent à retrouver l'appui qu'ils ont perdu avec les nouvelles règles. C'est ainsi que naît à la fin des années 1980, et se développe dans les années 1990, le diffuseur. Celui-ci est installé à l'arrière du fond plat imposé aux monoplaces, pour recréer l'effet de sol grâce à sa forme qui canalise l'air, à sa sortie à l'arrière des voitures.
Beaucoup d'autres éléments aérodynamiques, comme les déflecteurs ou plus récemment le système F-Duct, ont fait leur apparition en Formule 1 mais demeurent spécifiques à ce domaine de l'automobile, contrairement aux ailerons ou au diffuseur qui sont maintenant présents sur certains modèles de série. De fait, jusqu'au milieu des années 1970, la plupart des améliorations aérodynamiques des modèles de série proviennent des connaissances acquises en sport automobile à travers les courses de prototypes d'endurance ou les courses de Formule 1.

### Des années 1980 à aujourd'hui
L'industrie automobile est durablement touchée par le choc pétrolier puis par la récession des années 1970. En conséquence, l'amélioration de l'aérodynamique automobile devient une réponse à la fois technique et marketing aux préoccupations des usagers. Un des constructeurs à l'avoir très tôt compris est l'Allemand Audi. En 1982 est dévoilée l'Audi 100 (C3), dont le Cx de seulement 0,30 est le plus faible jamais atteint pour une automobile de série. Cette prouesse pour l'époque est permise par le soin particulier apporté aux détails — qui représentent près de 6 % de la traînée —, notamment au niveau des fenêtres, affleurantes à la carrosserie.
Afin de perfectionner leurs modèles, les constructeurs automobiles ont aujourd'hui systématiquement recours aux essais en soufflerie. Grâce à l'expérience ainsi acquise, les meilleures automobiles de série en termes d'aérodynamique obtiennent ainsi des valeurs de Cx proches de 0,25[réf. nécessaire].
Néanmoins, la diminution du Cx n'est pas aisée pour des automobiles de série ; si l'aérodynamique automobile des premières années permet des progrès rapides pour atteindre des valeurs de l'ordre de 0,30, il faut attendre près de dix ans pour passer du 0,26 de l'Opel Calibra au 0,25 de la Honda Insight I, et encore autant pour le 0,24 de la Mercedes-Benz Classe E W212 coupé.
L'EV1 de General Motors, première voiture électrique « moderne » deux places et construite à 1 117 exemplaires de 1996 à 1999, a atteint un Cx de 0,19,.
De nos jours, le record du plus faible Cx obtenu par une automobile « grand public » est détenu par l'Aptera 2 Series, petite automobile à trois roues atteignant un Cx de 0,15. En véhicule classique à quatre roues, le concept car Mercedes-Benz Bionic, à la carrosserie inspirée d'un poisson-coffre, se distingue avec une valeur de 0,19[réf. nécessaire].
|                 | Audi 100 (C3) | Renault 25 | Opel Calibra | General Motors EV1 | Honda Insight | Mercedes Classe E |
| --------------- | ------------- | ---------- | ------------ | ------------------ | ------------- | ----------------- |
| Année de sortie | 1982          | 1984       | 1989         | 1996               | 1999          | 2009              |
| Coefficient Cx  | 0,30          | 0,28       | 0,26         | 0,19               | 0,25          | 0,24              |

Exemples de véhicules à faible coefficient de traînée.
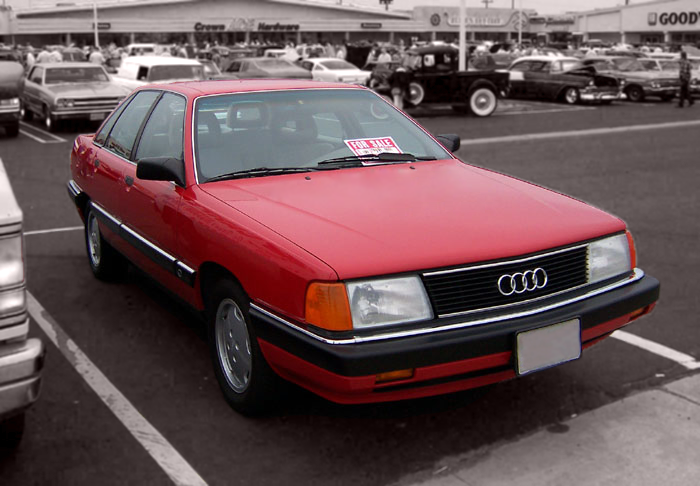
Malgré ses lignes anguleuses, l'Audi 100 (C3) est, en 1982, la voiture de série à plus faible Cx, atteignant 0,30.
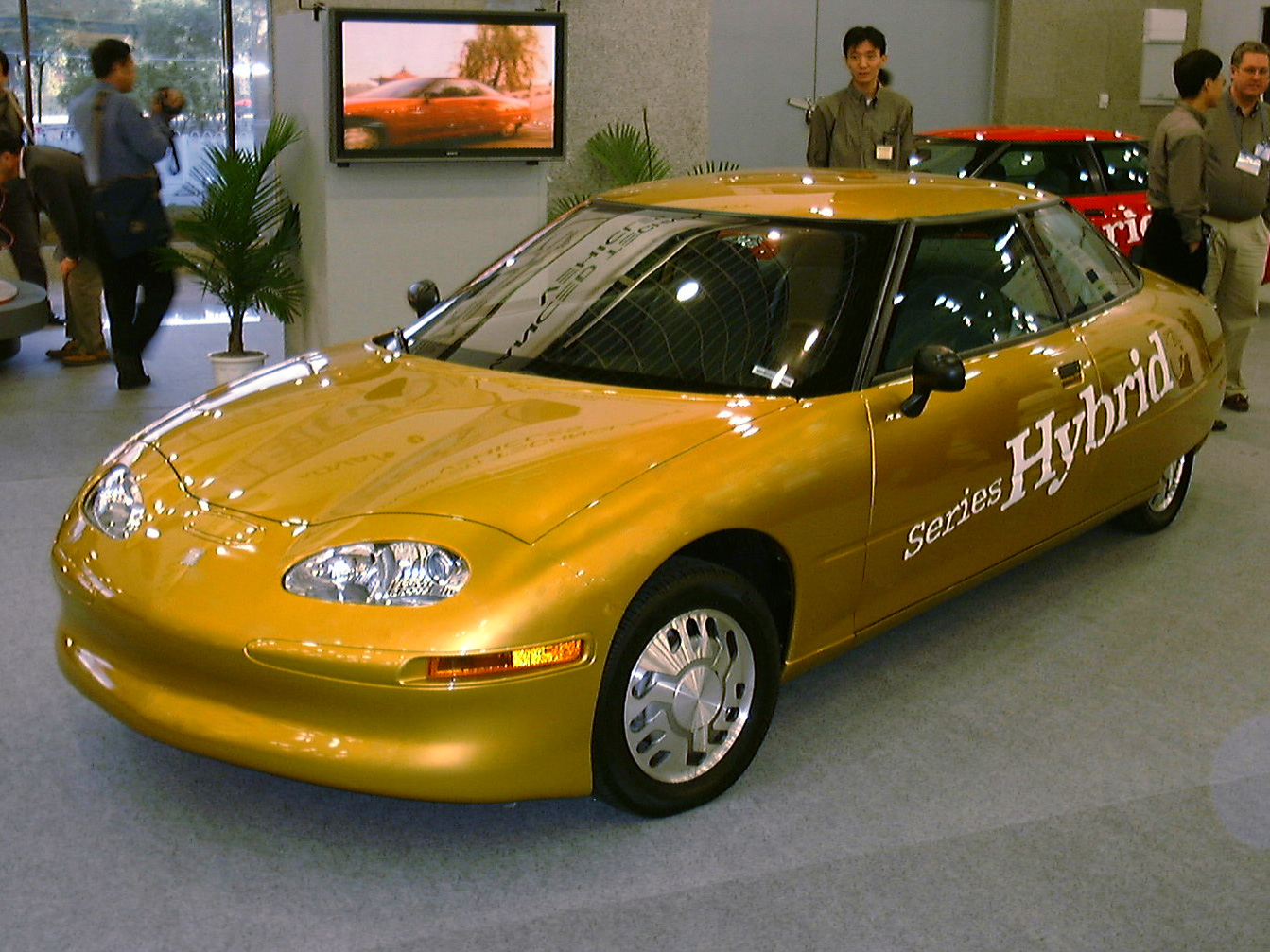
Une EV1 exposée à Pékin en 1999, au Cx de 0,19.
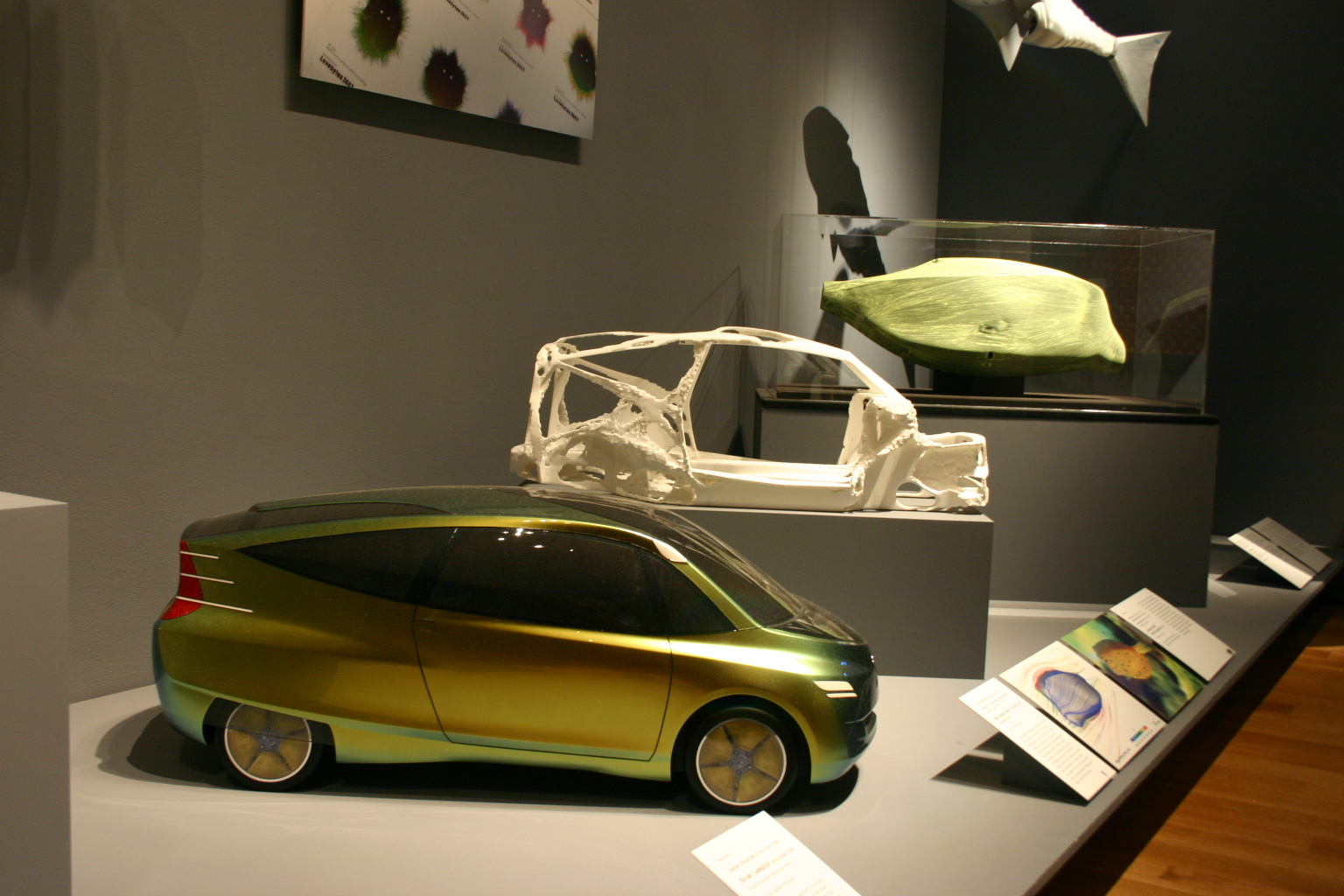
Le concept Mercedes-Benz Bionic présente également un Cx de 0,19 (2005).

## Influence de la géométrie d'une automobile sur son aérodynamique

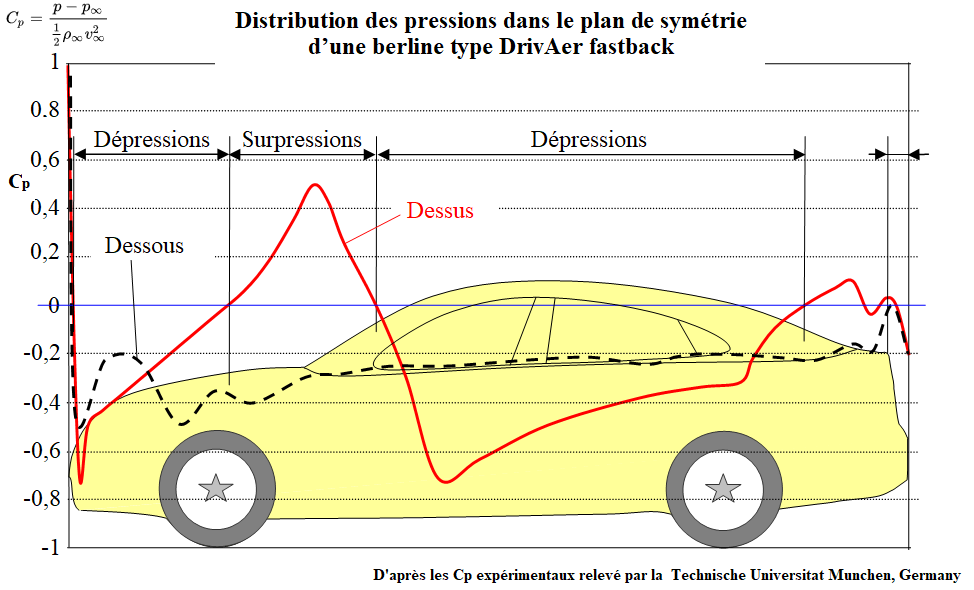
Distribution des Cp sur une berline DrivAer fastback dans son plan de symétrie

### Répartition des pressions sur une automobile
Le schéma ci-contre donne une répartition type des coefficients de pression dans le plan de symétrie d'une voiture routière fastback assez vertueuse, le modèle DrivAer[réf. nécessaire]. Ce modèle DrivAer a été créé par l'Université technique de Munich (TUM), en coopération avec deux grands constructeurs, et est basé sur les formes et dimensions de deux berlines routières typiques, l’Audi A4 et la BMW Série 3.

### Profil de la partie arrière

Comparaison d'une carrosserie hatchback et semi-fastback.

Schéma des vortex générés à l'arrière d'une automobile.

Le dessin de la poupe d'un véhicule influence fortement sa résistance aérodynamique, en raison des turbulences générées dans cette partie. Le phénomène de décollement de la couche limite, source majeure de traînée, est notamment mis en jeu ; ce phénomène intervient lorsque les lignes de courant ne suivent plus la carrosserie. Ce phénomène de décollement est la séparation de couche limite. Plus la zone de décollement est faible et plus la traînée sera réduite, d'où l'importance du lieu du décollement. En théorie, la forme idéale pour la poupe du véhicule — connue sous le nom de « arrière de Kamm » — est un cône se rétrécissant avec un angle inférieur à 15°.
Le dessin de la descente de toit est particulièrement important pour l'aérodynamique. Généralement en automobile, les descentes de toit « aérodynamiques » adoptent un profil dit fastback caractérisées par une pente douce du toit au coffre. Plus concrètement, des études ont démontré que la traînée est minimale pour une inclinaison de la lunette arrière de 12°, et maximale pour 30° :
- pour un angle inférieur à 12°, l'air s'écoule naturellement sur la lunette et décolle en bout de véhicule ;
- pour un angle compris entre 12° et 30°, l'air décolle partiellement de la paroi en haut de lunette, la recolle ensuite et décolle en bout de véhicule ;
- au-delà de 30°, l'air décolle dès la fin du pavillon et demeure dans cet état, d'où un Cx particulièrement mauvais.

Hormis l'intérêt de diminuer la traînée, repousser la zone de décollement permet de limiter le dépôt de crasses sur la vitre arrière dû aux particules éjectées de la route par les roues et ramenées par les turbulences sur la plage arrière.
Par ailleurs, les flux d'air latéraux du véhicule peuvent être aspirés dans la dépression arrière et générer par conséquent des systèmes tourbillonnaires, appelés vortex, nuisibles à l'aérodynamique générale. Outre le dessin du coffre et de la descente de toit, celui des arêtes latérales de la carrosserie doit également être pris en compte pour réduire ce phénomène.
La contribution de l'arrière d'un véhicule deux volumes actuel (où le décollement se produit sur quasiment toute la hauteur de l'arrière) est estimée à 30 % du Cx d'un tel véhicule.

### Contribution de la partie avant

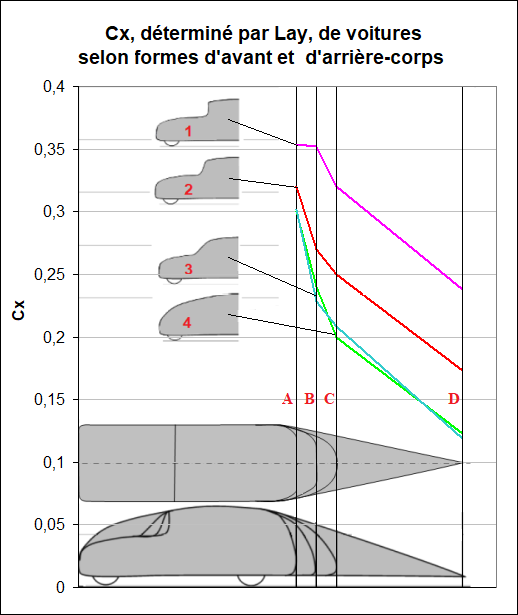
Influence des formes avant et arrière sur le Cx frontal (d'après Walter E. Lay).

La partie avant d'un véhicule particulier représente en général près de 11 % du SCx, dont huit sont dus uniquement au refroidissement du moteur. En effet, l'air entrant par la calandre du véhicule exerce une pression aérodynamique importante sur les parois du radiateur, du moteur et des conduits permettant de l'acheminer vers l'extérieur du compartiment moteur ; l'écoulement de l'air dans la partie avant y est donc très chaotique. En théorie, il serait possible de réduire à zéro la traînée due au refroidissement du moteur, en utilisant l'énergie thermique gagnée par l'air de refroidissement.
Les 3 % restants, dus au profil de la proue du véhicule, sont induits par la rupture de pente au niveau de la calandre provoquant « l'apparition de structures tourbillonnaires ». La hauteur Zs du point de stagnation (point d'arrêt), lieu sur la surface de la calandre où la vitesse locale de l'air est nulle, est par ailleurs particulièrement importante pour diminuer le Cx ; ce dernier est minimal pour un rapport Zs/Zv (où Zv est la hauteur du véhicule) proche de 0,06 et maximal pour 0,2.
Selon Hucho, contrairement à ce que dicte l'intuition, la partie avant (ou avant-corps) d'une automobile correctement dessinée n'est génératrice que d'une part très faible de la traînée. Au demeurant, les mesures aérodynamiques montrent assez que certaines ogives de fusées, par exemple, en subsonique, présentent des traînées de pression négatives, ce qui est plus contre-intuitif encore,. Cette intuition fautive est encouragée par l'ensemble des constructeurs d'automobiles du début du 21e siècle, qui produisent des véhicules à avant-corps « en coin », comme si ces avant-corps étaient chargés de « fendre l'air ». Un exemple symptomatique est la silhouette de la Citroën Xsara Picasso, qui est la même, mais inversée, que celle de la Schlörwagen de Karl Schlör qui avait obtenu, en 1939, un Cx très faible (voir images ci-dessous).

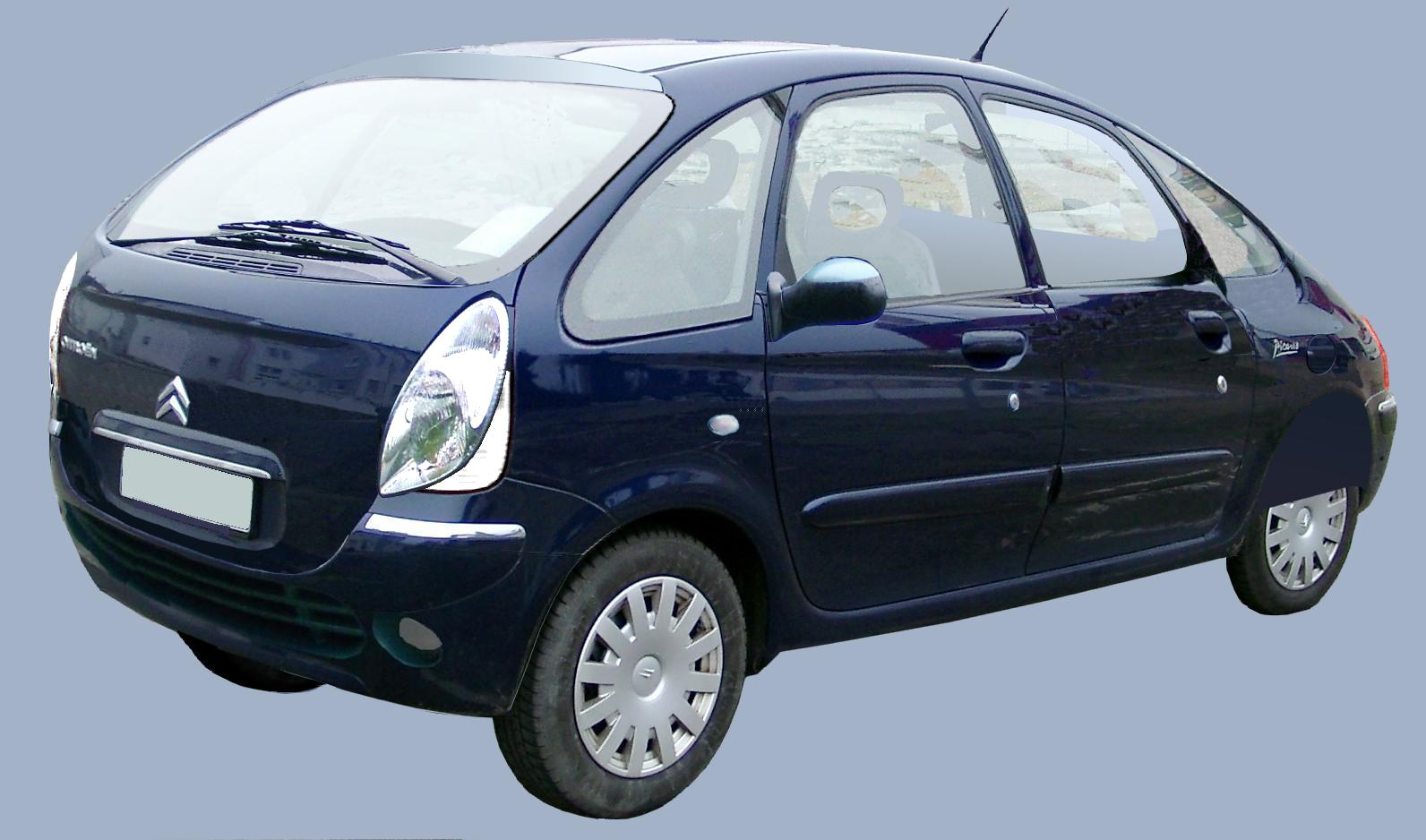
Vue d'artiste d'une Citroën Xsara Picasso retournée ou « dans le bon sens ».
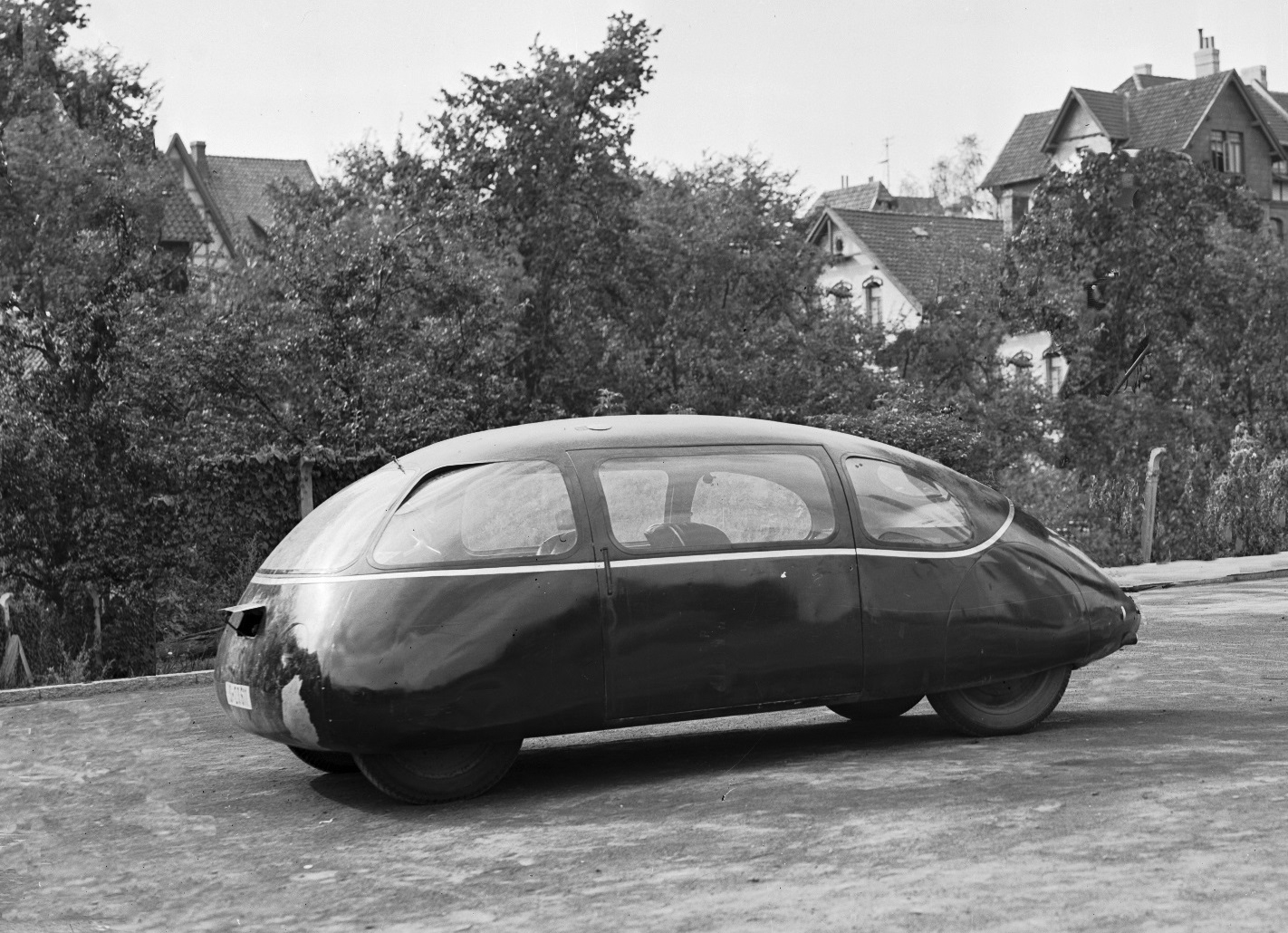
La Schlörwagen (l'avant est à gauche).
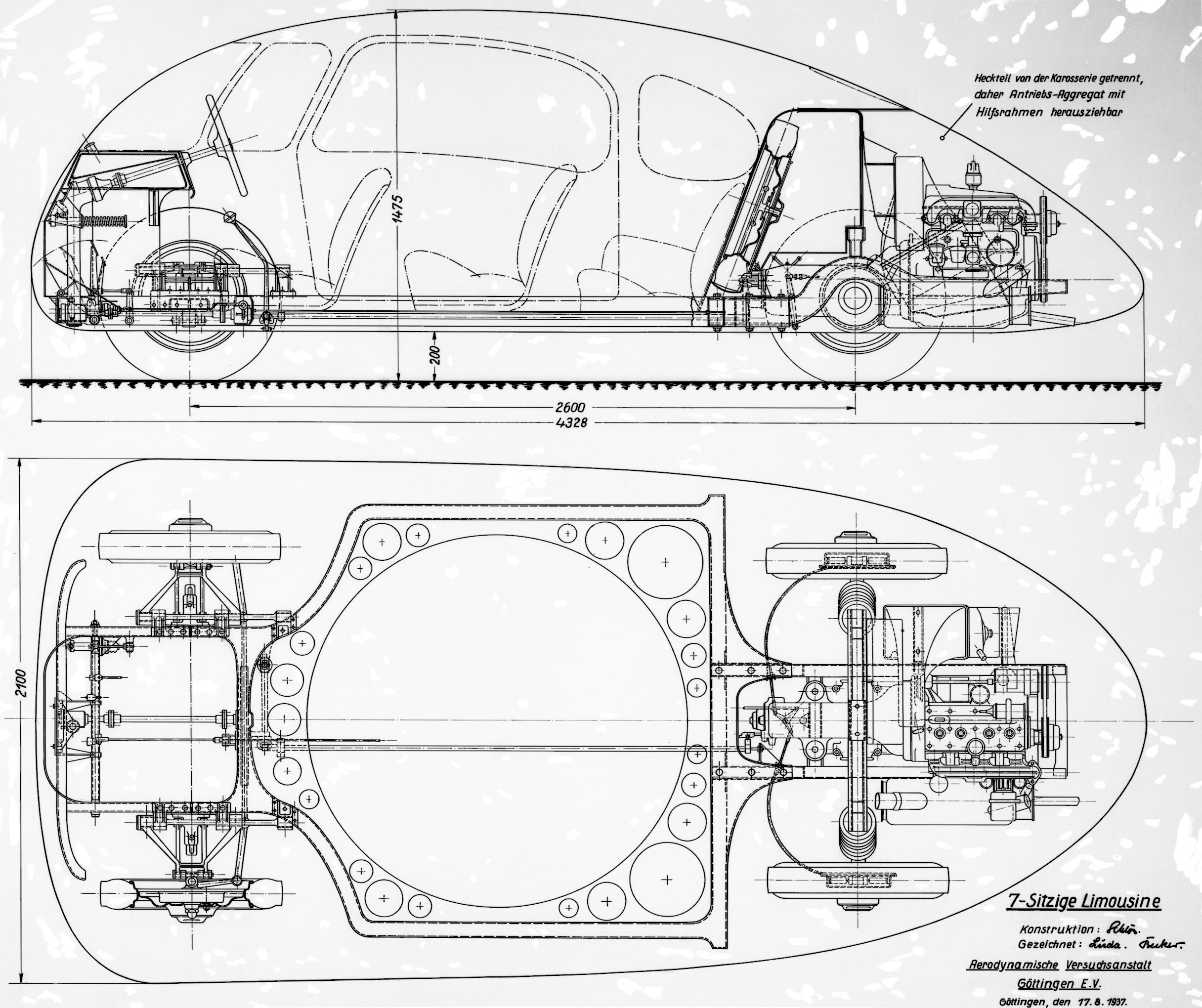
Plans de la Schlörwagen.
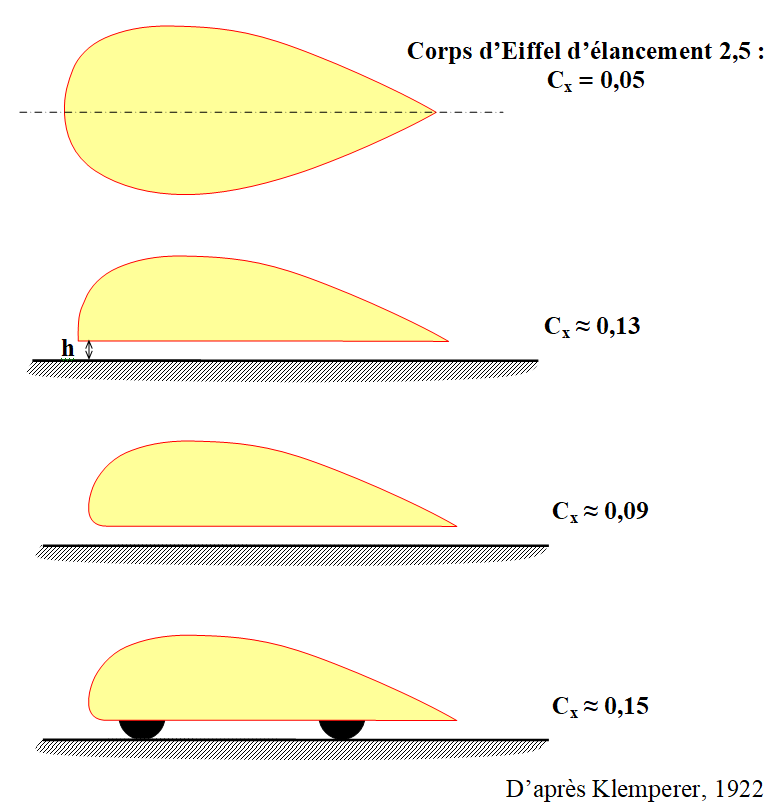
Adaptation du corps de moindre traînée « totalement turbulent » à la route.
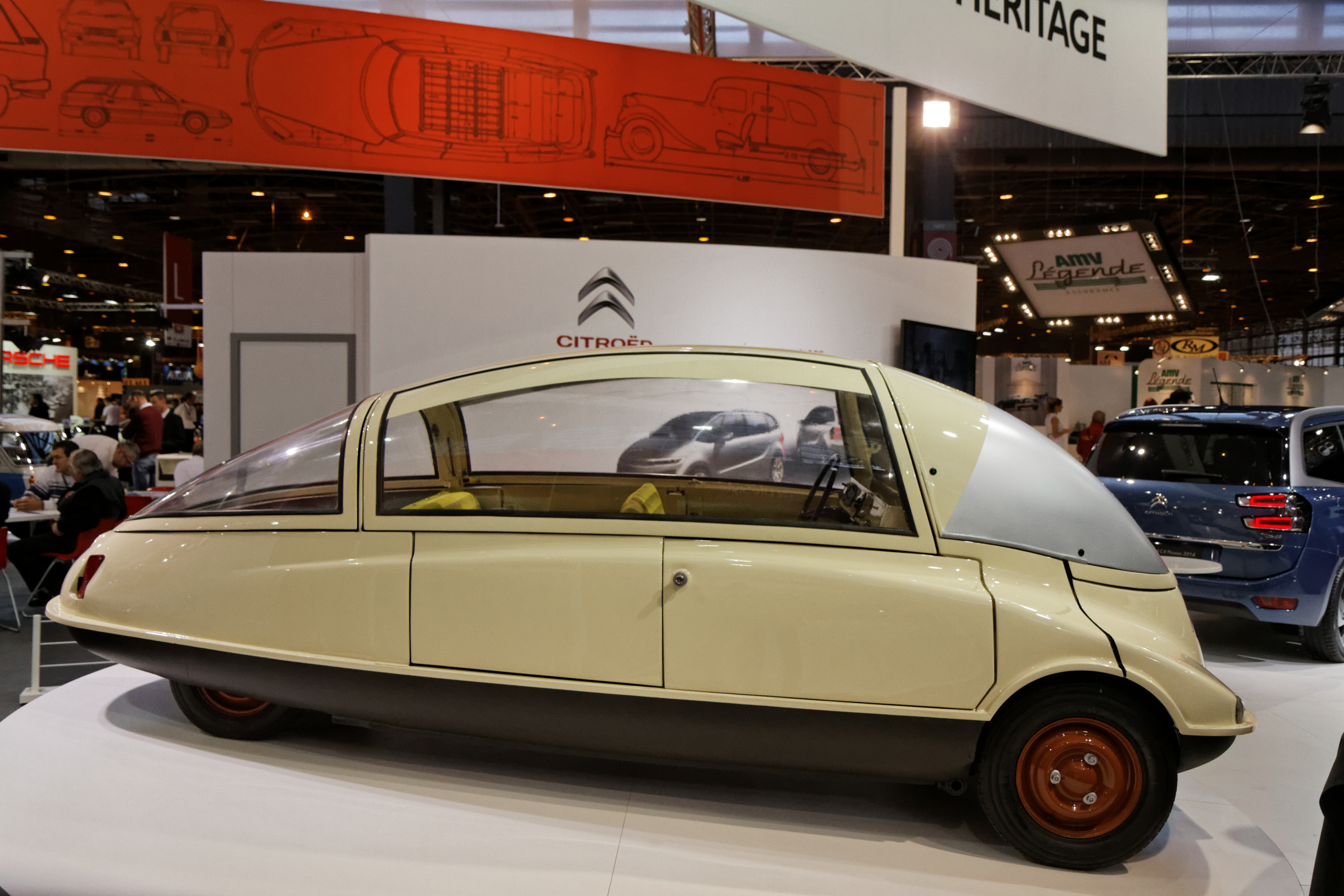
Le projet C10 de Citroën (l'avant est à droite) : {\displaystyle C_{x}=0,258}.
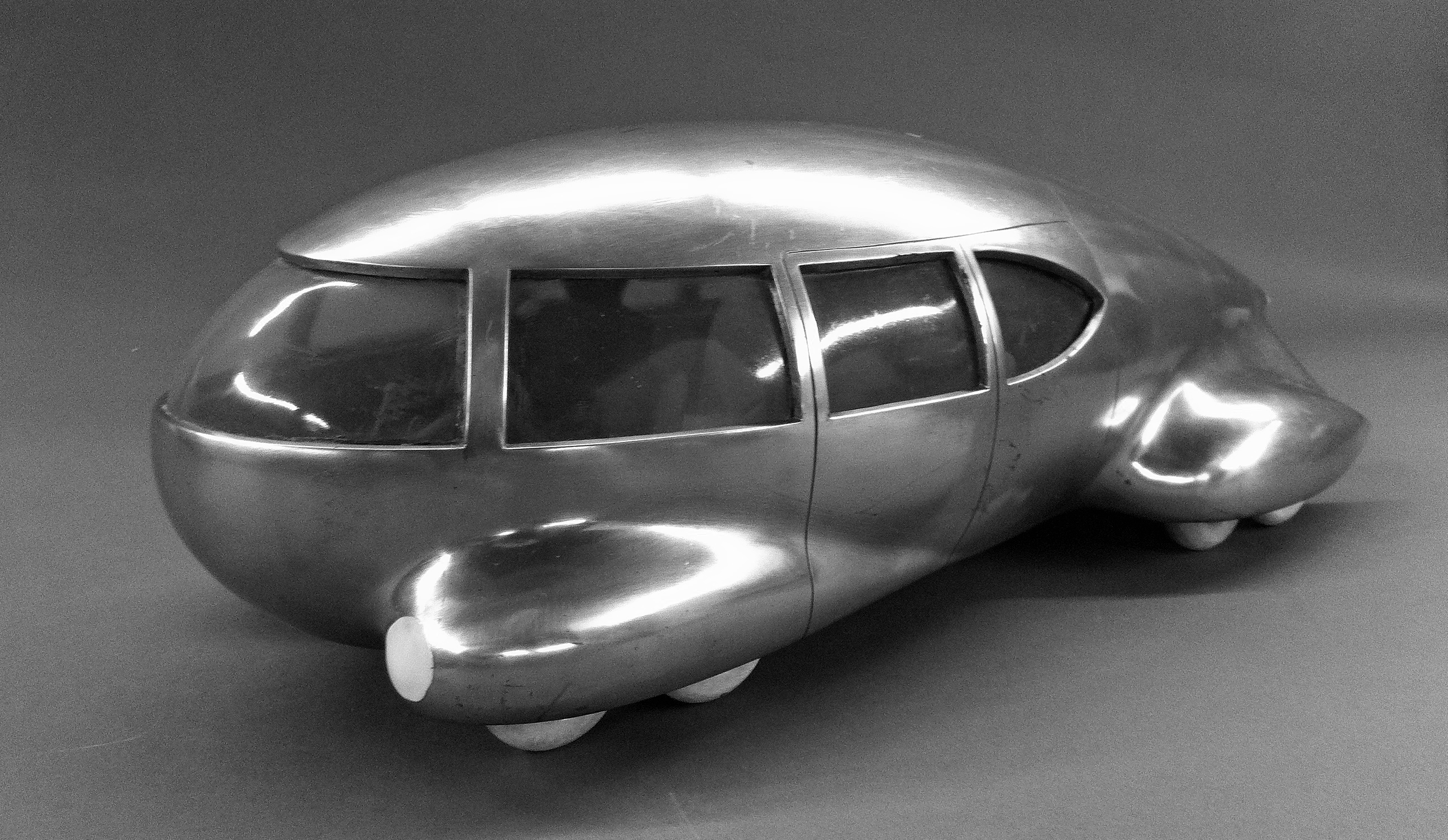
Model of "teardrop" car designed by Norman Bel Geddes.

### Traînée de pression et traînée de friction

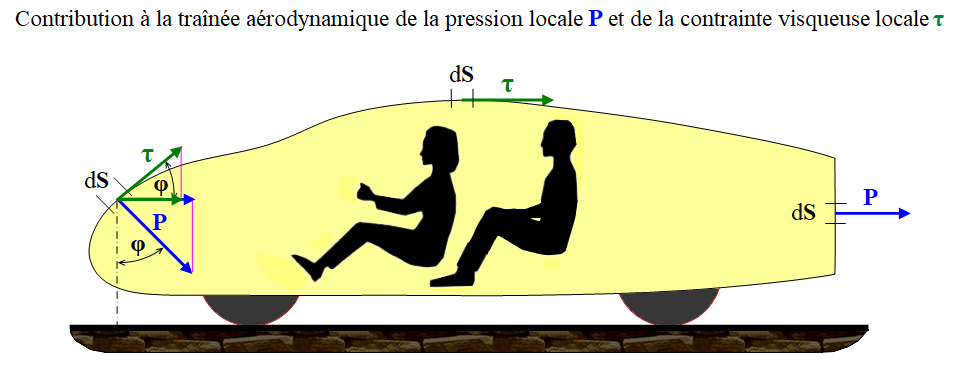
Contribution à la traînée des pressions et frictions locales.

Comme cela peut être fait pour tous les écoulements, la traînée externe d’un véhicule peut être décomposée en deux parties[réf. nécessaire] :
- une traînée de friction (intégrale de la composante en x des forces tangentielles dues à la viscosité du fluide sur les éléments de surface du véhicule) ;
- une traînée de pression (intégrale de la composante en x des forces normales sur les éléments de surface du véhicule), l’axe de x étant pris parallèle au déplacement du véhicule.

L’image ci-contre montre que seules les composantes en x des efforts naissant de la pression et de la friction sur une surface élémentaire dS participent à la traînée (cette image ne s’intéresse qu’aux éléments de surface dS figurant dans le plan médian du véhicule, mais ce principe est applicable à tous les éléments de surface du véhicule)[réf. nécessaire].
Ces deux traînées (de friction et de pression), après division par la pression dynamique de l’écoulement et par la surface frontale du véhicule, conduisent à deux {\displaystyle C_{x}} frontaux : le {\displaystyle C_{x}} frontal de friction et le {\displaystyle C_{x}} frontal de pression. Leur somme est le {\displaystyle C_{x}} frontal complet.
La traînée de friction des poids lourds semi-remorques est estimée à moins de 10 % de la traînée aérodynamique totale.

## Traînée des accessoires internes ou externes

### Soubassement
Bien que les constructeurs automobiles ne s'y soient intéressés que tardivement, le soubassement peut représenter quant à lui jusqu'à 30 % de la traînée en raison des différents organes mécaniques faisant obstacle au passage de l'air. Hormis abaisser la hauteur du véhicule pour limiter le volume d'air s'engouffrant sous l'automobile (ce qui limite la garde au sol), la solution pour diminuer la traînée du soubassement est de le caréner (rendre le fond le plus lisse possible) en réduisant au maximum la largeur des passages de roues. Le carénage complet du soubassement est donné pour procurer une diminution de {\displaystyle C_{x}} pouvant atteindre 0,045.
Si l’on peut conformer le fond comme un parfait diffuseur, la diminution de {\displaystyle C_{x}} qui en découle peut atteindre la valeur 0,07 (ce qui est à peu près la moitié du {\displaystyle C_{x}} atteignable avec une berline),.

### Roues et passages de roues

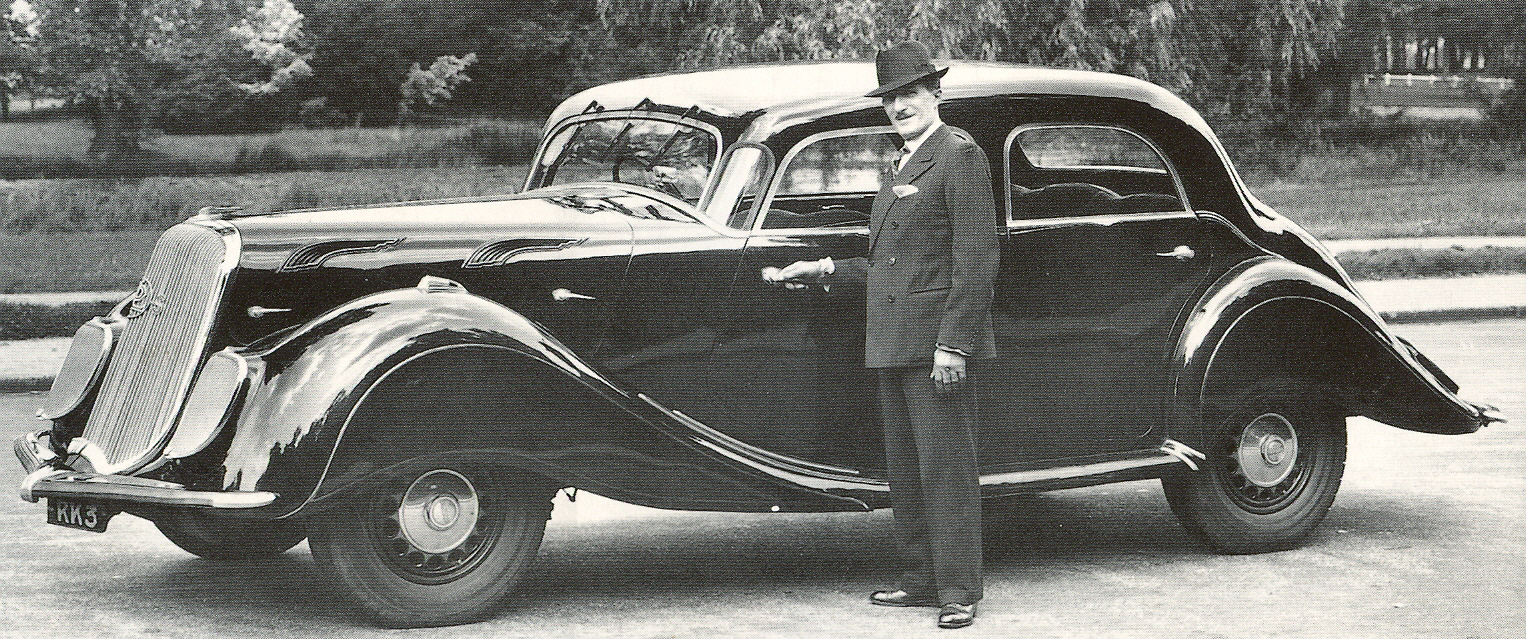
Les constructeurs avaient l'habitude de caréner les roues de leurs modèles, à l'image de cette Panhard & Levassor Dynamic.

La contribution des roues et des garde-boue à l'aérodynamique d'un véhicule n'est pas négligeable, qui représente entre 15 et 20 % de la traînée totale. Sur l’Audi A3, les roues et passages de roues comptent pour 30 à 35 % du Cx,. En effet, la rotation de la roue fait apparaître des zones de turbulences et de recirculations. Pour limiter ces phénomènes, il suffit de caréner les roues et de réduire la cavité dans le garde-boue. Cette solution est pourtant rarement appliquée, pour des raisons essentiellement esthétiques ; les roues arrière, à l'axe immobile, s'y prêtent pourtant, comme sur les Citroën DS et Ami 8.[réf. nécessaire]
Les formes irrégulières données aux enjoliveurs ou aux jantes pour des raisons esthétiques (ou plutôt de mode) créent également des perturbations de l'écoulement de l'air au niveau des roues. Afin de réduire les conséquences de ce phénomène sur la consommation, certains prototypes testent les jantes pleines, ou optimisées, notamment sur les véhicules électriques où l'enjeu de l'économie d'énergie est bien plus grand[réf. nécessaire].

### Détails de carrosserie
Les détails de carrosserie — l'arrondi bas de caisse, la rupture de pente au-dessus de la calandre, les montants de pare-brise, le culot de pavillon ou encore les montants de fenêtres — ont une contribution non négligeable à la traînée. En raison des petites turbulences qu'ils génèrent, les détails de carrosseries sont également étudiés pour améliorer le confort aéroacoustique des passagers[réf. nécessaire].

### Traînée de refroidissement
Le refroidissement du moteur augmente le {\displaystyle C_{x}} frontal du véhicule de 0,02 à 0,06. Sur l’avion Mustang, le refroidissement du moteur (dont le circuit aérodynamique en amont et en aval du radiateur avait été travaillé par les ingénieurs) produisait une légère traction (donc avait un {\displaystyle C_{x}} négatif) du fait de l'éjection vers l'arrière, à grande vitesse, de l'air de refroidissement fortement réchauffé, donc dilaté (par effet Meredith)[réf. nécessaire].

### Rétroviseurs externes
Les rétroviseurs externes ne peuvent prétendre à un {\displaystyle C_{x}} propre inférieur à 0,3, mais ils sont placés dans une région de forte survitesse, ce qui augmente ce {\displaystyle C_{x}} propre. Les rétroviseurs accroissent le {\displaystyle C_{x}} frontal du véhicule de 0,01, soit, pour une berline assez performante de 0,25 de {\displaystyle C_{x}}, un accroissement de 4 %,,. D'autres auteurs indiquent : Un rétroviseur externe très bien conçu accroît la traînée d’une voiture d’approximativement {\displaystyle \Delta C_{x}=0,012}. Mais ce surplus de {\displaystyle C_{x}} peut atteindre 0,025 à 0,030 pour les rétroviseurs les plus mal conçus. Il est donc raisonnable de considérer un {\displaystyle \Delta C_{x}} de 0,015.

### Barres de toit
Les barres de toit augmentent le {\displaystyle C_{x}} de 30 à 40 %,.

### Coffre de toit

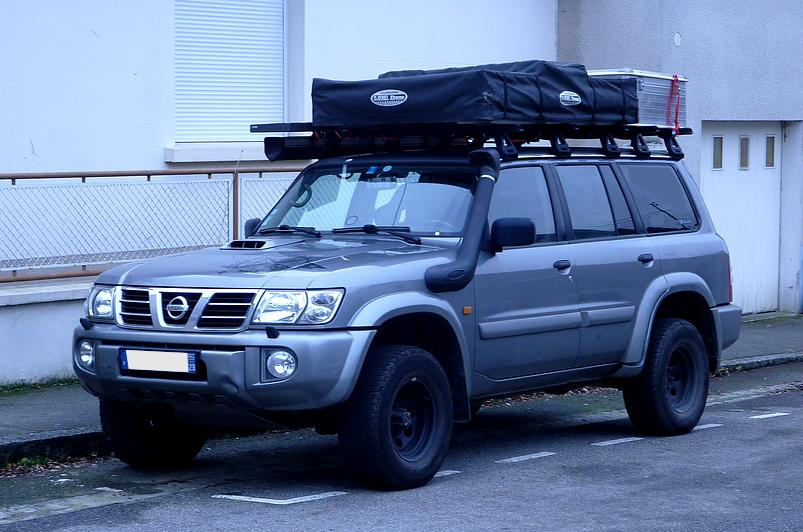
La pire situation qui soit, lors d'un voyage interurbain.

Le culot droit des coffres de toit et boîtes à skis a un effet aérodynamique considérable. Ainsi, selon une étude de cas, un coffre de toit pour quatre paires de skis augmente le {\displaystyle C_{x}} d'une Volkswagen Golf ({\displaystyle C_{x}=0,40,\;S_{f}=1,87m^{2}}) de 28 %,. Le même coffre de toit, posé sur une berline présentant une surface frontale de {\displaystyle 2m^{2}} et mieux profilée, avec un {\displaystyle C_{x}{\text{ de }}0,25}, augmenterait son  {\displaystyle C_{x}} d'environ 42 %[réf. nécessaire].

## L'aileron, un appendice aérodynamique classique

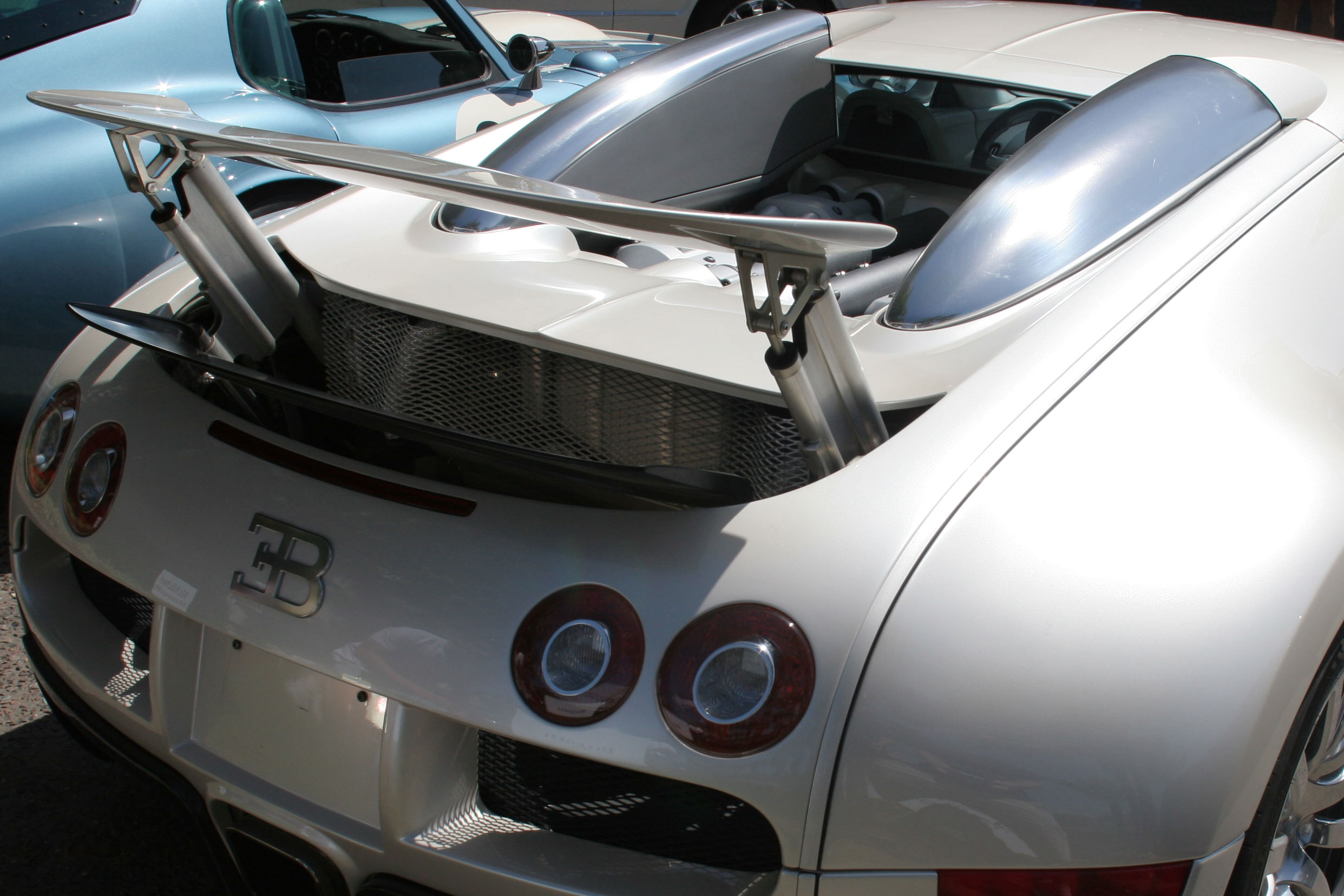
Aileron déployé d'une Bugatti Veyron 16.4.

Nombreux sont les appendices aérodynamiques, dont l'aileron, reposant sur un principe physique simple, le principe de Bernoulli, qui définit que l'augmentation de la vitesse de l'air s'accompagne d'une diminution de sa pression statique. Il s'agit de l'effet Venturi. Le fonctionnement de l'aileron est donc d'augmenter la vitesse du flux d'air passant dans sa partie inférieure de manière à créer une dépression « aspirant » l'aileron vers le sol, d'où l'augmentation d'appui. Un appui supplémentaire peut être généré par l'inclinaison de l'aileron, au détriment néanmoins d'une dégradation de la traînée, due entre autres à la formation de tourbillons.
Comme évoqué précédemment, l'amélioration de la déportance par l'ajout d'un aileron engendre nécessairement une dégradation du Cx, d'autant plus grande que son inclinaison est importante. Le dimensionnement d'un aileron doit donc prendre en compte cet aspect et trouver le meilleur compromis entre l'appui L (lift) et la traînée D (drag). L'efficacité aérodynamique d'un aileron, défini par le rapport L/D (aussi appelé finesse), représente ce compromis : plus ce rapport est élevé et plus les performances de l'aileron seront bonnes,. En Formule 1, l'efficacité aérodynamique est proche de 3,.

## Automobile du futur

### Voitures produites en masse

Divers profils d'automobiles de faible traînée. La partie basse montre une vue de haut tronquée.

Dans cette section sont évoqués des véhicules dont la sobriété en traînée est obtenue par le choix de leurs formes, sans moyens de contrôle des écoulements, que ces moyens soient passifs (tels que des turbulateurs) ou actifs (tels que des actionneurs à plasma, l'usage de tels dispositifs pouvant révolutionner le choix des formes de moindre traînée).
Buchheim et al. craignent en 1981 que « réduire la traînée aérodynamique des véhicules pour passagers signifie en retour que tous ces véhicules se ressemblent. Si cela s'avérait, cela restreindrait notablement la diffusion de tels véhicules sur le marché des automobiles de série, »
Buchheim et al. proposent alors plusieurs profils (voir animation ci-contre et poursuivent : « [Cette image] compare les sections longitudinales et horizontales de quatre types de véhicules idéaux [présents dans la littérature aérodynamique] dont le {\displaystyle C_{x}} mesuré approche les 0,15. Cette comparaison montre que, même à de telles faibles valeurs du {\displaystyle C_{x}}, différentes formes restent possibles. Il peut donc être conclu que, lors du développement des voitures de faible traînée de l'avenir, il y aura assez de latitude pour les stylistes de diversifier leur apparence [...] de façon qu'elles soient acceptées en nombre suffisant par le public. »

### Voitures de records

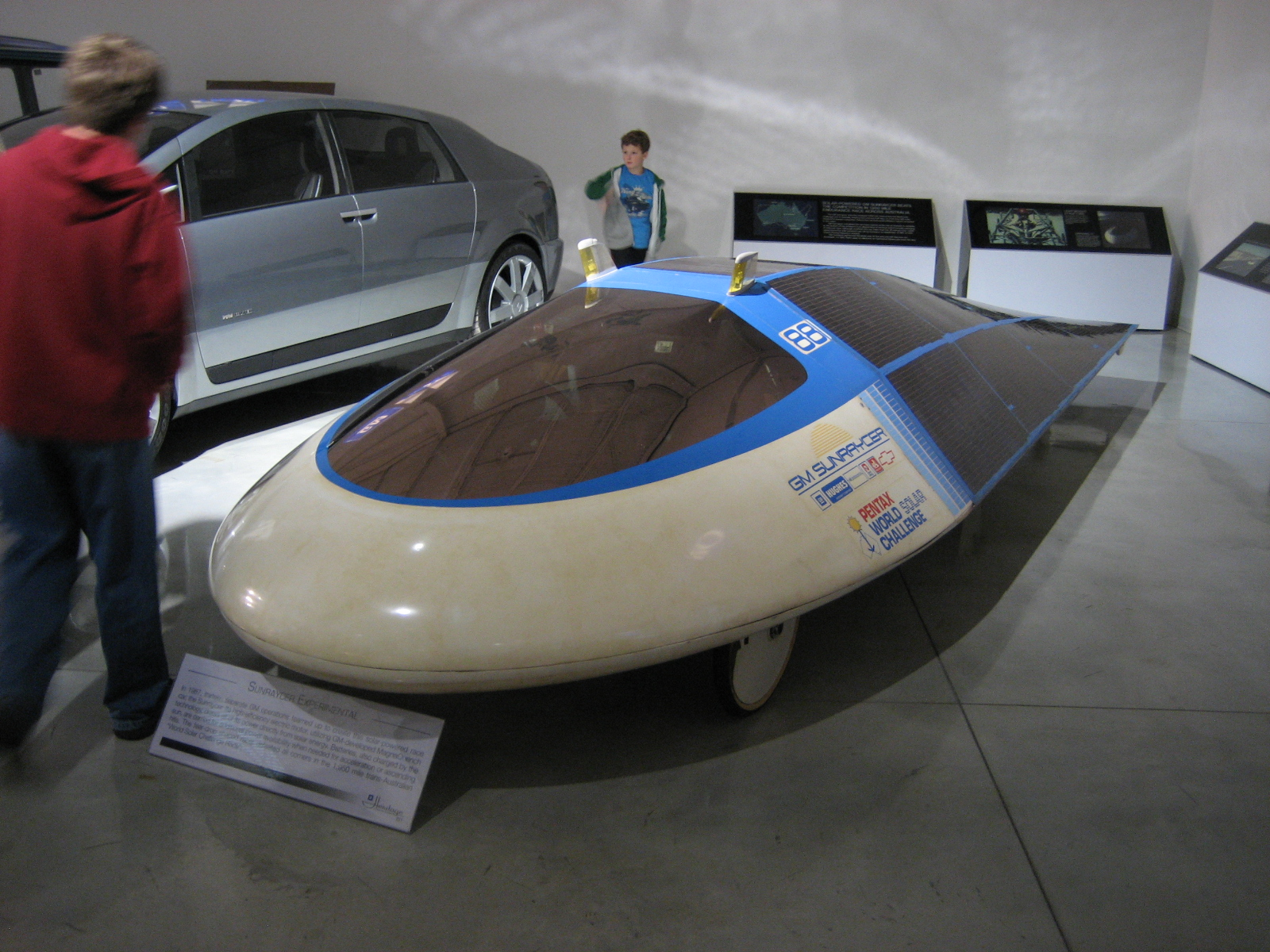
Le, gagnant du World Solar Challenge de 1987.

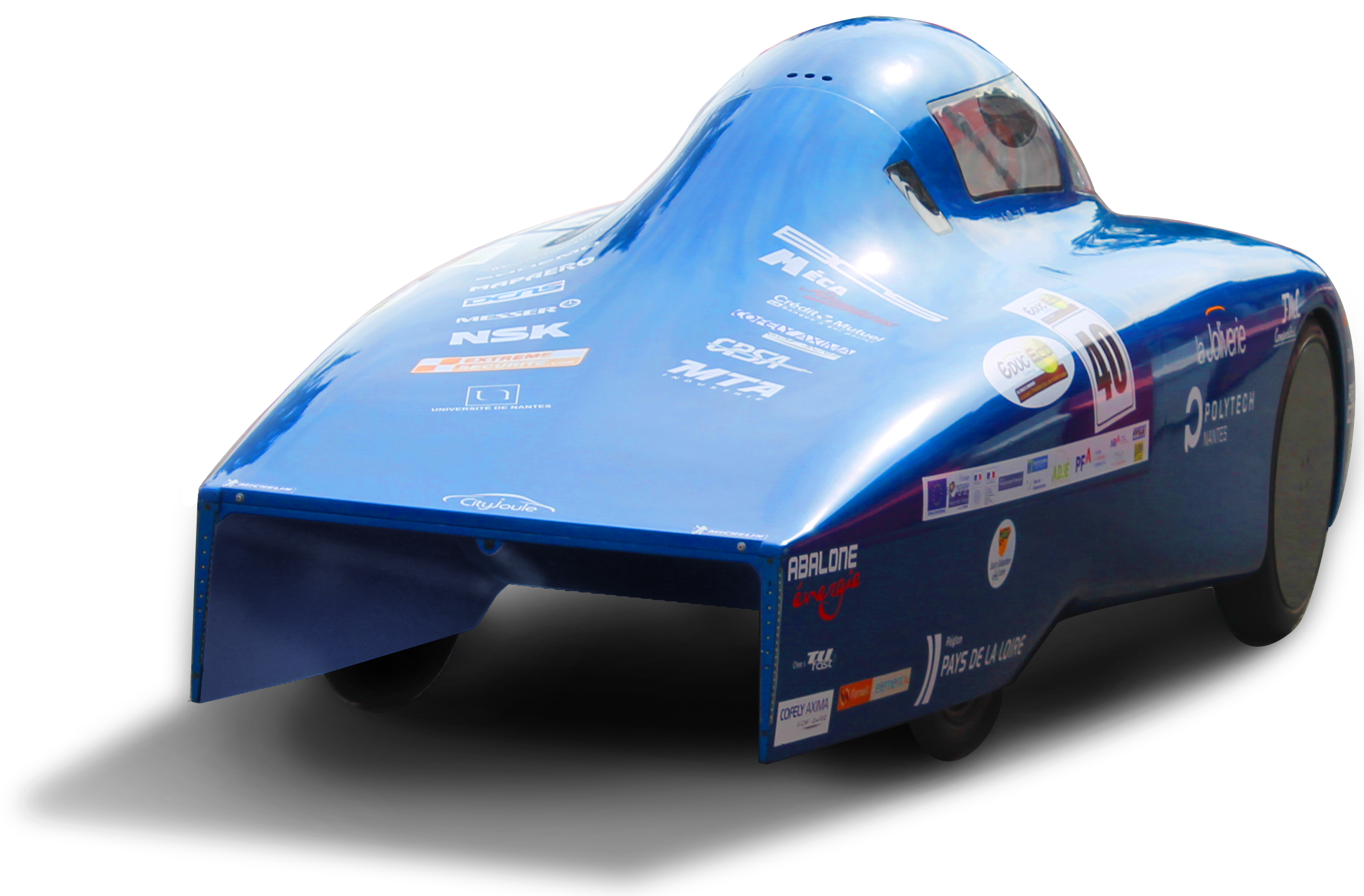
La Cityjoule, voiture de l'université de Nantes.

Les voitures expérimentales, destinées à battre des records de consommation (ou de vitesse pour les voitures solaires), peuvent montrer la voie des progrès futurs. Ainsi de la Cityjoule, véhicule à hydrogène (fonctionnant grâce à une pile à combustible) dont le {\displaystyle C_{x}} frontal a été mesuré à 0,10 (image à droite). Le diffuseur intégral de cette dernière a notablement contribué à performance[réf. nécessaire].
Dans le cas de la Sunraycer (en) (image ci-contre à gauche), voiture photovoltaïque dont le {\displaystyle C_{x}} frontal a été abaissé à 0,125, le cahier de charges est différent de celui des véhicules à pile à combustible. La captation de l'énergie solaire nécessite en effet une grande surface de cellules photovoltaïques, ce qui n'est pas le cas des véhicules utilisant une énergie embarquée[réf. nécessaire].

### Projets actuels

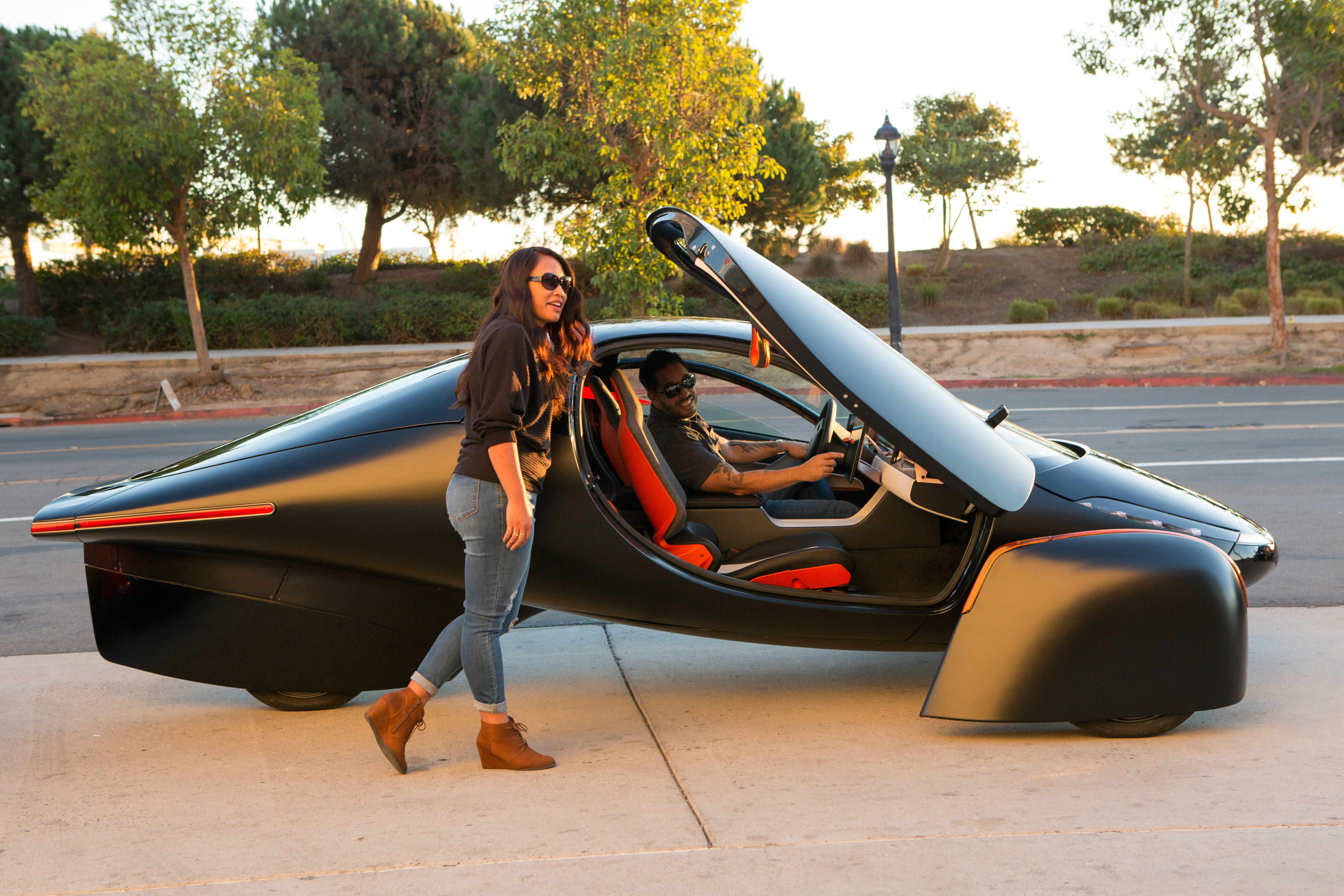
Le véhicule deux places Aptera.

Ne sont évoqués ici que les projets paraissant marquer des sauts dans l'aérodynamique automobile[réf. nécessaire].
Fin 2020, la société Aptera Motors a présenté un véhicule électrique solaire à deux places Aptera. La seule production d'électricité des 3 m2 de cellules photovoltaïques est censée assurer jusqu'à 60 km d'autonomie solaire par jour d'ensoleillement. L'autonomie sur batteries est de 400 à 1 600 km selon la taille des batteries (de 25 à 100 kWh). L'aérodynamique de ce véhicule est caractérisé par un rétreint total (comme on le voit sur l'image ci-contre, la surface de son culot est réduite au minimum)[réf. nécessaire].
La consommation de l'Aptera est donnée pour 62 Wh/km, ce qui équivaut à une traînée de 223,7 N (pour une vitesse de 100 km/h environ)[source secondaire nécessaire].

## Analyses expérimentales et numériques

### Essais en soufflerie

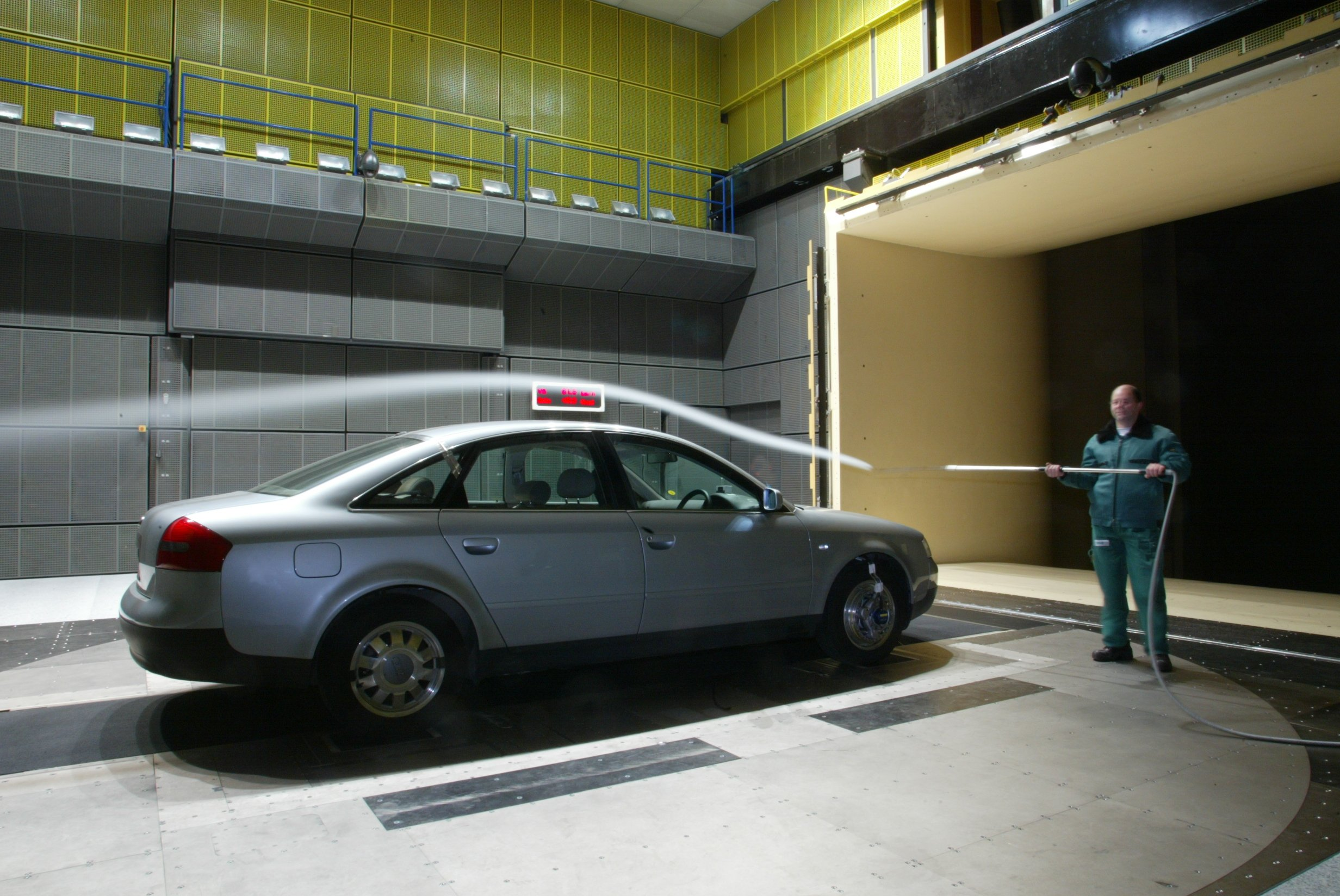
Le gaz opaque permet de visualiser les flux d'air autour de la carrosserie.

Les essais en soufflerie prodiguent des résultats empiriques de la traînée aérodynamique du véhicule, des bruits aérodynamiques générés autour de la carrosserie ou des efforts verticaux ou transversaux — mesurés grâce à des balances — induits par l'écoulement de l'air. Un gaz opaque ou des brins de laine placés sur la carrosserie permettent par ailleurs de visualiser les lignes de courant.
Bien qu'il ne soit pas rare d'utiliser des modèles réduits, les souffleries automobiles accueillent généralement des maquettes à l'échelle 1 et peuvent être équipées d'un plateau tournant permettant de simuler un vent latéral, ainsi que d'un sol défilant et d'un système permettant de faire tourner les roues des véhicules, de manière à reproduire le plus fidèlement possible le déplacement d'une automobile sur la route.

### Marche sur l'erre
La marche sur l'erre  est une méthode de mesure de la traînée se pratique sur route avec un véhicule à l'échelle 1. Elle consiste à mesurer le rythme de ralentissement du véhicule en roue libre à partir d'une certaine vitesse et en palier. Pour obtenir la contribution de la traînée aérodynamique du véhicule, on retranche à l'effort total ralentissant le véhicule la traînée de roulement (que l'on mesure avec un peson à une vitesse faible où l'aérodynamique ne produit pas de traînée). C'est par cette méthode que sont mesurées les caractéristiques de traînée aérodynamique des trains (surtout les trains à grande vitesse pour lesquels l'aérodynamique est essentielle). Parmi les automobiles, des essais de marche sur l'erre attribuèrent à la Schlörwagen un {\displaystyle C_{x}} frontal de 0,189 (des essais en soufflerie d'un modèle à l'échelle 1 aboutissant à un Cx frontal de 0,186)[réf. nécessaire].
Cette méthode de la marche sur l'erre nécessite peu de moyens matériels (simplement une longueur de route fermée horizontale)[réf. nécessaire].

### Mécanique des Fluides Numérique (MFN)
La mécanique des fluides numérique traitée de manière informatique, plus souvent dénommée CFD (pour « Computational Fluid Dynamics »), est une méthode de résolution numérique utilisée entre autres en aérodynamique automobile. Relativement récente puisque née dans les années 1970, cette méthode a pris de l'ampleur au fil des ans grâce aux progrès réalisés en informatique et permet aujourd'hui de résoudre des problèmes à géométrie complexe.
La CFD fonctionne donc grâce au calcul numérique ; le logiciel crée pour cela un modèle informatique de l'objet étudié, le divise en éléments finis — processus appelé « maillage » — et applique ensuite les lois mathématiques de la dynamique des fluides à chaque cellule. Plus le maillage est fin (petits éléments), plus les résultats seront précis mais plus l'ordinateur aura besoin de ressources pour effectuer les calculs. Le résultat est « une représentation très précise des gains ou pertes au niveau aérodynamique ».
Le calcul numérique a notamment trouvé sa place en Formule 1, où il permet de considérablement réduire les heures passées en soufflerie ou encore d'analyser l'aérodynamique des monoplaces en virage ; les écuries y passent environ 12 000 heures pour un modèle, ce qui constitue une source importante de dépenses. Aujourd'hui, bien que certains tentent de se dispenser d'essais en soufflerie à l'instar dans les années 2010 de l'écurie de Formule 1 Virgin Racing, la CFD ne peut complètement s'affranchir de résultats expérimentaux,.

## Aérodynamique des autocars
Tous les commentaires ci-dessous supposent un écoulement d’air purement axial autour des autocars (sans angle de lacet), ainsi que sur des dispositifs passifs de contrôle de l'écoulement[réf. nécessaire].

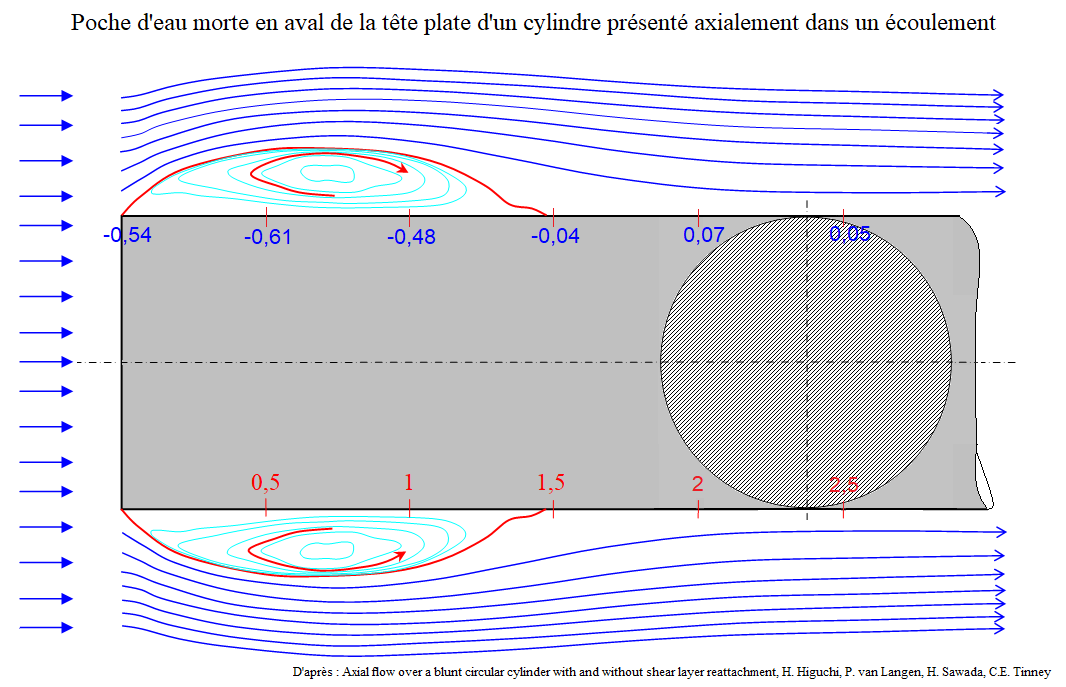
Poche d’eau morte sur l’avant d’un cylindre à tête plate.

Les autocars, qui servent au transport de personnes sur la route, tiennent des bus urbains en ceci que, comme eux, ils ont une forme de boîte (plus exactement de parallélépipède rectangle) forme imposée par l'embarquement du maximum de passagers. Cependant cette forme de boîte induit, au franchissement des arêtes de la face avant (lorsqu'elles sont vives), un décollement inertiel de l'écoulement qui forme des tourbillons (ou poches d'eau morte), lesquels augmentent sensiblement la traînée aérodynamique. On peut voir ce décollement inertiel sur les cylindres ou barreaux carrés exposés axialement à l'écoulement (image ci-contre) et l'intégrer intuitivement comme augmentant notablement la surface frontale du corps et donc sa traînée.
Si cette augmentation de traînée reste acceptable pour les bus de ville dont la vitesse est faible, il n'en est pas de même pour les autocars pour lesquels le poste aérodynamique devient important en ce qui concerne la consommation (du fait de leur vitesse supérieure),[réf. incomplète]

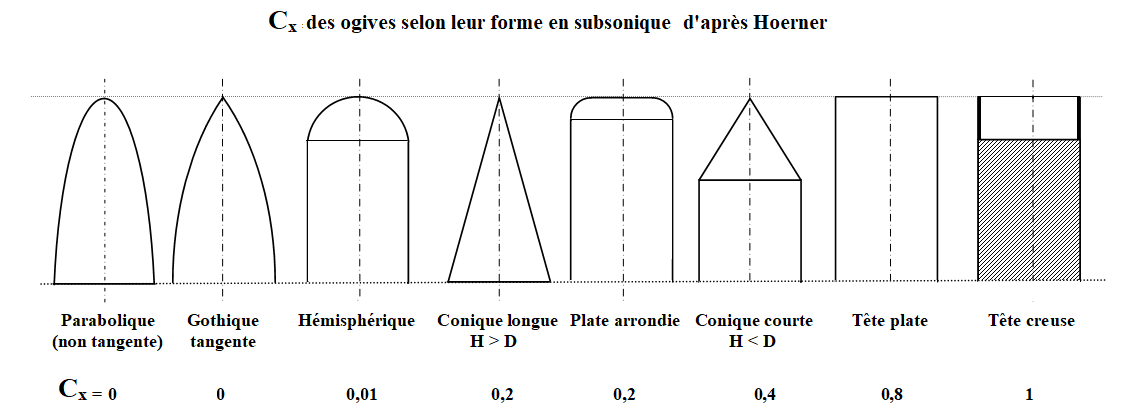
Cx des ogives de fusées.

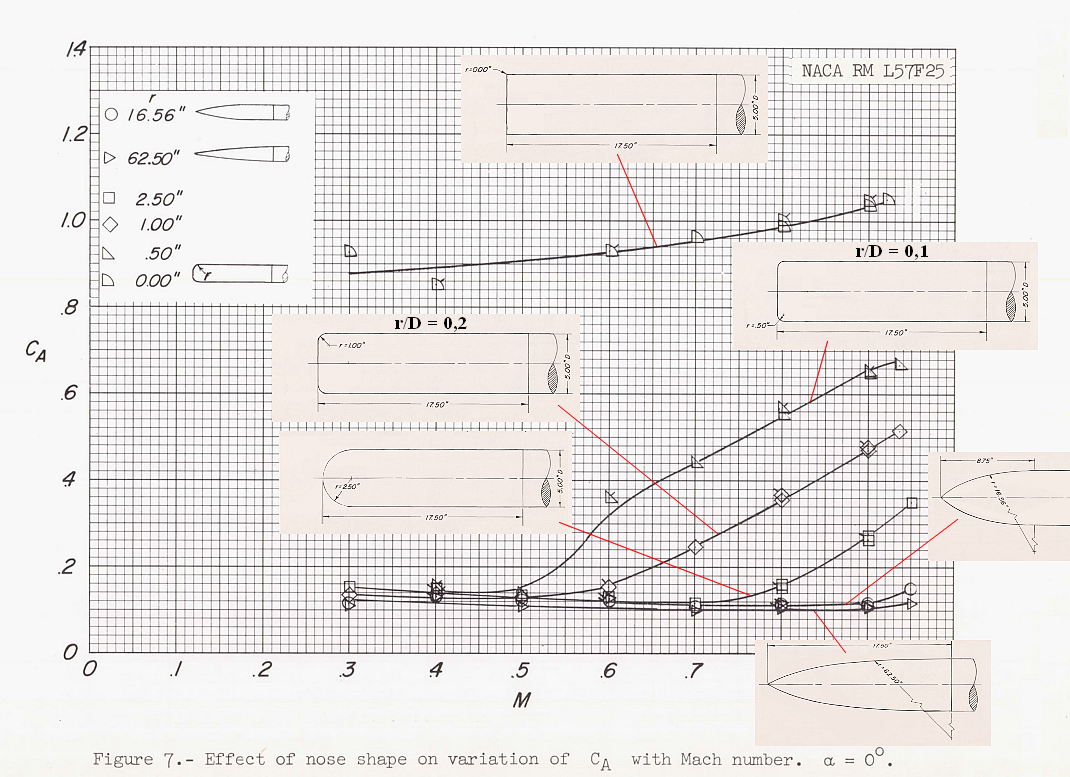
C_{x} (ou C_{a} à 0°) des ogives.

En ce qui concerne la traînée axiale des barreaux cylindriques (et spécialement le Cx de la tête plate à arête plus ou moins arrondie) voir les images ci-contre à gauche et à droite.

### Formes de l’avant

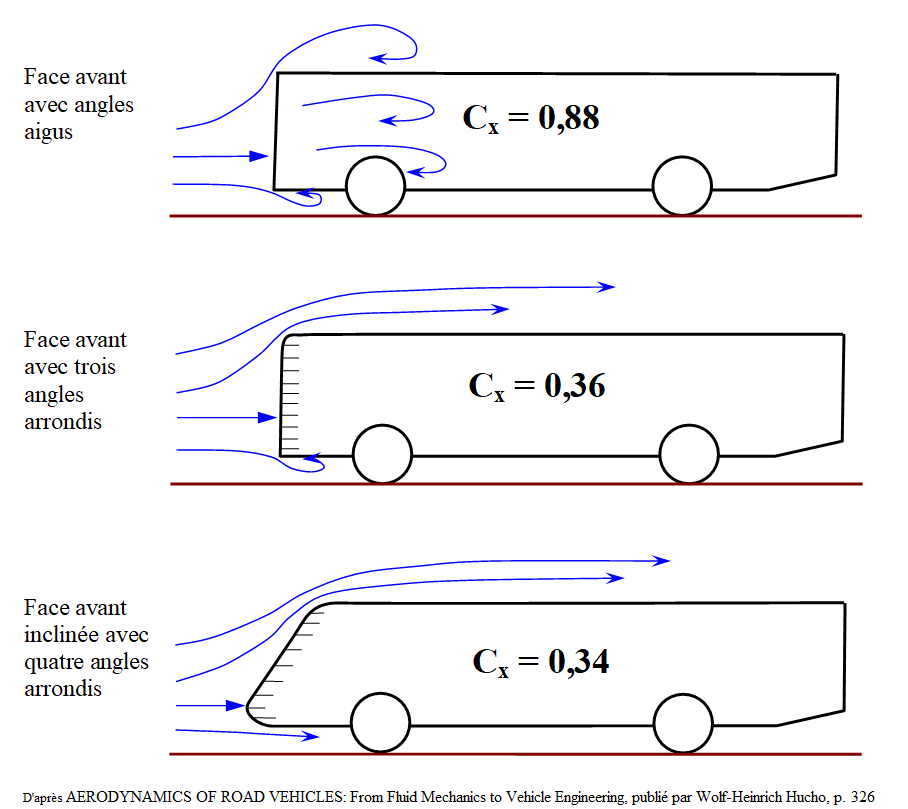
Cx des cars routiers selon formes avant, d'après Hucho citant Gilhaus.

Un des postes importants de la traînée des autocars peut donc être la traînée de leur face avant. Une face avant à angle vif donne à l'autocar un Cx frontal de 0,88 (voir image ci-contre), du fait de l’existence de poches d’eau morte immédiatement en aval de celle-ci ; il est constaté sur un cylindre ou un barreau de section carrée exposé axialement, comme dit plus haut[réf. incomplète]. Par contre, si l’on arrondit les deux angles latéraux et l’angle du toit de la face avant de l’autocar, on voit son Cx descendre à 0,36. Ces arrondis préviennent donc tout décollement inertiel au passage de ces arêtes de la face avant[réf. nécessaire].
Cependant, l’inclinaison de la face avant (avec arrondi du dernier angle) ne baisse pas significativement ce Cx,,.

### Formes de l’arrière

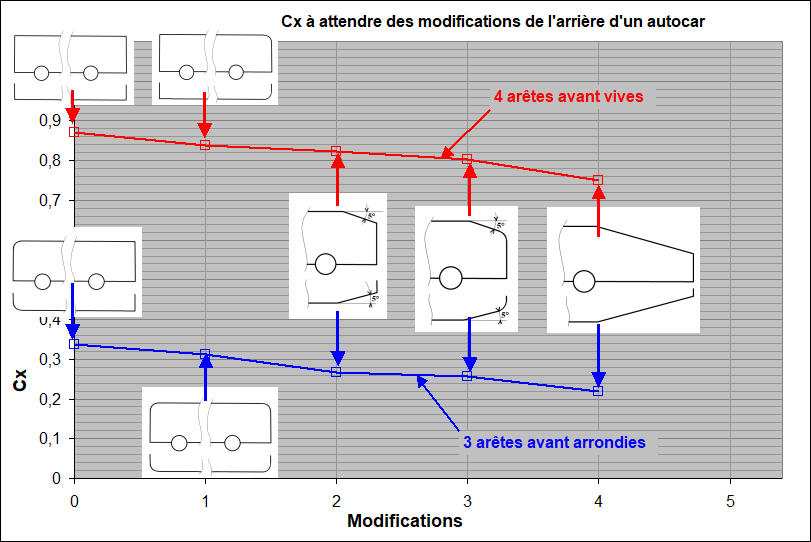
Cx d'un autocar d'après les formes de son arrière, d'après Hucho.

L’arrière des autocars (leur ‘‘culot’’) est le lieu d’une dépression (laquelle s’applique sur une très grande surface),. Lorsque l’avant est correctement caréné (par des arrondis), cette traînée de culot est donc un poste conséquent dans la traînée totale (Cx total évalué à 0,36 dans l’image ci-dessus).
Le graphique ci-contre montre qu'un allongement de l'arrière ainsi qu'une diminution progressive de sa largeur et de sa hauteur ne résulterait qu'en un gain assez faible en Cx, surtout si l'on songe à l'augmentation du poids et de l'encombrement de l'autocar qui en résulterait. Commentant les travaux de Carr (1967), Mason et Beebe écrivent ainsi : « ces travaux basiques indiquent qu'il y a peu d'avantages à espérer d'un profilage supplémentaire des autocars dès lors que sont adoptés les arrondis des arêtes avant qui préviennent la séparation de l'écoulement lors de leur franchissement ».

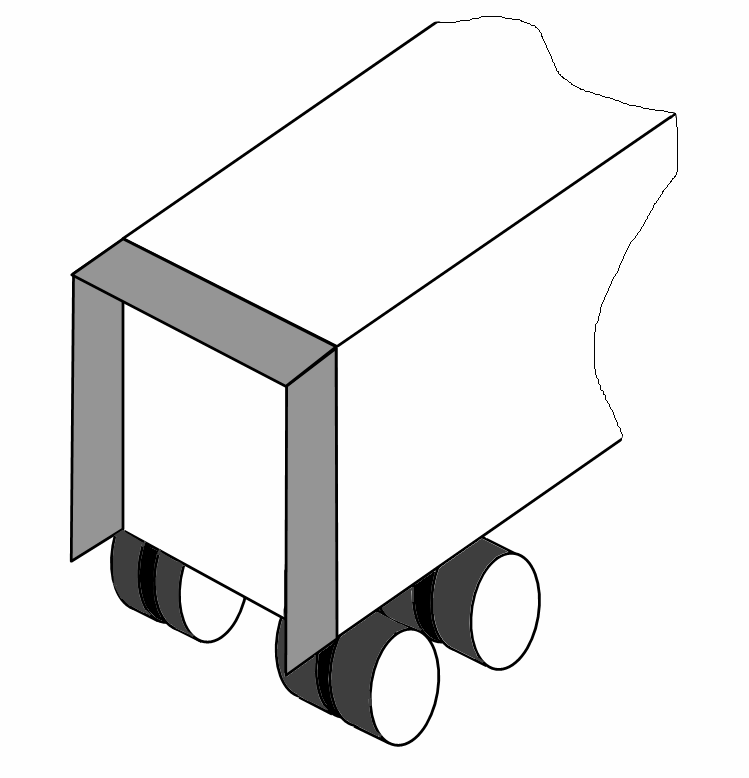
Cavité de culot sur une remorque. Cette cavité organise le tourbillon qui occupe le hayon arrière

Cependant, l'installation d'une cavité déployable de quelque 30 centimètres de profondeur au culot d'un bus à l'aérodynamique vertueuse pourrait encore réduire son Cx de 8 % (réduction de Cx de culot de 0,03, la dépression de culot passant de -0,20 à -0,16). Pour une utilisation pratique à l'arrière d'un semi-remorque, voir image ci-contre.
TrailerTail at the rear of a semi-trailer.
En ce qui concerne l'avenir, Hucho écrit également : « Peut-être les approches des années 30 avec des arrières élastiques -peut-être extensibles et gonflables uniquement à hautes vitesses et s'escamotant à basses vitesses (pour le trafic en ville) - devraient-elles être reconsidérées ».

### Cxatteignable par les autocars

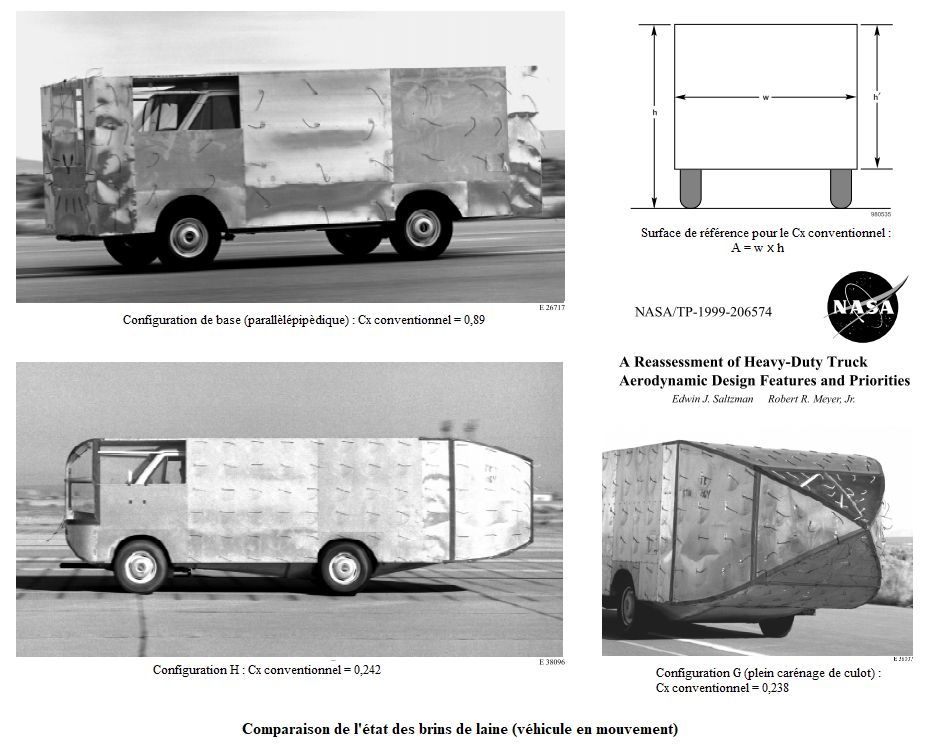
Réduction du C_{x} d'une camionnette.

L'image ci-contre montre un exemple de forte réduction du Cx d'une camionnette par optimisation de ses formes. Il faut noter que l'ajout d'un arrière en volume (visible en deux longueurs sur l'image) ne pourrait convenir à un autocar ou un semi-remorque pour des raisons d'encombrement, sauf à ce que cet arrière soit escamotable.
Mason and Beebe estiment, p. 80 de leur contribution, que le Cx 0,4 atteignable actuellement par les autocars se décomposerait en 0,12 (face avant), 0,10 (dessous de caisse), 0,03 (friction des faces latérales et du toit) et 0,15 (traînée de culot). Ils ajoutent néanmoins qu'une nouvelle génération d'autocar pourrait atteindre un Cx de 0,35 (par lissage du dessus de caisse et travail de la face arrière de l'autocar).